# Пам'ятки архітектури Харкова
Пам'ятки архітектури Харкова — перелік об'єктів архітектурної спадщини, розташованих у місті Харків, що мають історико-культурну цінність та охороняються державою відповідно до Закону України «Про охорону культурної спадщини». До цього переліку входять будівлі, споруди та комплекси, що становлять архітектурний, історичний або художній інтерес і занесені до Державного реєстру нерухомих пам'яток України.

## Пам'ятки національного значення
| № п/п | Охорон. № | Зображення | Назва пам'ятки                                      | Адреса                        | Дата будівництва      | Автори                                                                   | Сучасне використання                                        | Примітки |
| ----- | --------- | ---------- | --------------------------------------------------- | ----------------------------- | --------------------- | ------------------------------------------------------------------------ | ----------------------------------------------------------- | --- |
| 1     | 692 0     |            | Комплекс споруд Свято-Покровського монастиря (мур.) | вулиця Університетська, 8     | 1689—1825             | Різні                                                                    | Релігійна установа                                          | |
| 2     | 692 1     |            | Покровський собор (мур.)                            | вулиця Університетська, 8     | 1689                  | Невідомі                                                                 | Храм                                                        | Найстаріша збережена будівля міста. Єдина споруда в стилі українського бароко у Харкові.                                                           |
| 3     | 692 2     |            | Архієрейський будинок (мур.)                        | вулиця Університетська, 8     | 1820—1826             | Невідомі                                                                 | Релігійна установа                                          | |
| 4     | 692 3     |            | Успенський собор (мур.)                             | вулиця Квітки-Основ'яненка, 2 | 1771—1777             | Невідомі                                                                 | Храм                                                        | |
| 5     | 692 1     |            | Дзвіниця Успенського собору (мур.)                  | вулиця Квітки-Основ'яненка, 2 | 1821—1844             | Васильєв Євген Олексійович, Тон Андрій Андрійович                        | Храм                                                        | Найвища будівля міста до 2006 року. |
| 6     | 694 0     |            | Комплекс споруд університету (мур.)                 | вулиця Університетська        | 1767—1831             | Різні                                                                    | Корпус ХНУ                                                  | |
| 7     | 694 1     |            | Губернаторський будинок (мур.)                      | вулиця Університетська, 14    | 1767—1776             | Невідомі                                                                 | Корпус ХНУ                                                  | |
| 8     | 694 2     |            | Університетська церква з новим корпусом (мур.)      | вулиця Університетська, 25    | 1823—1831             | Васильєв Євген Олексійович                                               | Церква                                                      | |
| 9     | 694 3     |            | Хімічний корпус університету (мур.)                 | вулиця Університетська, 12    | 1777                  | Невідомі, реконструкція: Васильєв Євген Олексійович                      | Не використовується                                         | Згорів 2 серпня 2018. Станом на 2025 рік будівля не відновлена.                                                                                    |
| 10    | 694 4     |            | Фізичний корпус університету (мур.)                 | вулиця Університетська. 16    | 1777                  | Невідомі, реконструкція: Васильєв Євген Олексійович                      | Корпус ХНУ                                                  | |
| 11    | 694 5     |            | Брама (мур.)                                        | вулиця Університетська, 4/16  | 1820—1823             | Васильєв Євген Олексійович                                               | Брама                                                       | Дві брами, на північ і на південь від центральної будівлі.                                                                                         |
| 12    | 694 6     |            | Університетський ботанічний сад                     | вулиця Клочківська, 52        | 1804                  |                                                                          | Харківський ботанічний сад                                  | |
| 13    | 695 0     |            | Провіантський склад (мур.)                          | вулиця Чернишевська, 1        | 1785—1787             | Ярославський Петро Антонович                                             | Магазин                                                     | |
| 14    | 696 0     |            | Садибний будинок (мур.)                             | вулиця Чернишевська, 14       | 1808—1814             | Ярославський Петро Антонович, Лобачевський Василь                        | Національний науково-дослідний реставраційний центр України | Садиба Сердюкових |
| 15    | 697 0     |            | Садибний будинок (мур.)                             | вулиця Дмитрівська, 14        | кін. 18 — поч. 19 ст. | Ярославський Петро Антонович                                             | Морг                                                        | Садибний будинок фон Мінстера |
| 16    | 698 0     |            | 1-а чоловіча гімназія (мур.)                        | проспект Героїв Харкова, 24   | 1814—1840             | Васильєв Євген Олексійович, Ашитков Микола Ілліч                         | Навчальний заклад                                           | |
| 17    | 699 0     |            | Житловий будинок (мур.)                             | вулиця Григорія Сковороди, 6  | кін. 18 ст.           |                                                                          | Знесений                                                    | Вважався одним із найстаріших будинків міста. Знесений у 1986 році для будівництва торгового центру. Нині на його місці розташований ТРЦ Nikolsky. |
| 18    | 700 0     |            | Садибний будинок (мур.)                             | вулиця Благовіщенська, 26     | кін. 18 ст.           | Васильєв Євген Олексійович, Тон Андрій Андрійович                        | Житловий будинок                                            | |
| 19    | 65-Н 0    |            | Будинок Держпрому (мур.)                            | майдан Свободи, 2             | 1925—1928             | Серафімов Сергій Савич, Кравець Самуїл Миронович, Фельгер Марк Давидович | Офісна будівля                                              | Серйозно пошкоджено російським ракетним ударом. |
| 20    | 66-Н 0    |            | Палац робітника (мур.)                              | вулиця Велика Панасівська, 81 | 1928—1932             | Дмитрієв Олександр Іванович                                              | Не використовується                                         | Серйозно пошкоджено російським ракетним ударом. |

- Виключені з переліку
- Знесені або зруйновані, та виключені з переліку (Без пошкоджень, спричинених війною)
- Знесені або зруйновані, однак не виключені з переліку (Без пошкоджень, спричинених війною)
- Перебудовано, значно пошкоджено тощо в порушення законодавства (Без пошкоджень, спричинених війною)
- Статус не відомий
- Жирним виділено комплекси пам'яток, курсивом — їхні пункти

## Пам'ятки місцевого значення
| № п/п | Охорон. №        | Зображення                                          | Назва пам'ятки | Адреса                                         | Дата будівництва           | Автори | Сучасне використання                                                    | Примітки |
| ----- | ---------------- | --------------------------------------------------- | --- | ---------------------------------------------- | -------------------------- | --- | ----------------------------------------------------------------------- | --- |
|       | 7000-Ха          |                                                     | Заміська садиба                                                                                                   | вулиця Академіка Павлова, 46                   | кін. XVIII — поч. XIX ст.  | Різні | Лікувальна установа                                                     | Сабурова дача |
|       | 7001-Ха          |                                                     | 15 лікарня | вулиця Академіка Павлова, 46                   | кін. XVIII — поч. XIX ст.  | Різні | Лікувальна установа                                                     | |
|       | 7002-Ха          |                                                     | Служби | вулиця Академіка Павлова, 46                   | кін. XVIII — поч. XIX ст.  | Чернишов Степан Георгійович | Відділення № 31                                                         | |
|       | 7003-Ха          |                                                     | Флігель | вулиця Академіка Павлова, 46                   | кін. XVIII — поч. XIX ст.  | Денисенко Я. І., Тон Андрій Андрійович | Відділення № 10                                                         | |
|       | 7004-Ха          |                                                     | Лікарняна церква                                                                                                  | вулиця Академіка Павлова, 46                   | 1905 — 1907                | Ловцов Михайло Іванович | Церква                                                                  | Свято-Олександро-Невський храм                                                                                                  |
|       | 7005-Ха          |                                                     | Адміністративна будівля штаба УВО                                                                                 | вулиця Алчевських, 2                           | 1925                       | Штандель М. Н. | Офісна будівля                                                          | Пам'ятка надбудована |
|       | 7006-Ха          |                                                     | Житловий будинок «Червоний банківець»                                                                             | вулиця Алчевських, 6                           | 1928                       | Естрович Віктор Абрамович | Житловий будинок                                                        | |
|       | 7007-Ха          |                                                     | Селянський поземельний банк                                                                                       | вулиця Алчевських, 29                          | 1914                       | Молокін Олександр Георгійович | Навчальний корпус ХНПУ ім. Г. С. Сковороди                              | |
|       | 179              |                                                     | Особняк | вулиця Алчевських, 31                          | 1912                       | Величко Віктор Валеріанович, Кондратьєв Федір Олексійович | Офісна будівля                                                          | Надбудовано |
|       | 7008-Ха          |                                                     | Житловий будинок                                                                                                  | вулиця Алчевських, 32                          | поч. XX ст.                | Невідомий | Лікувальна установа                                                     | |
|       | 7009-Ха          |                                                     | Прибутковий будинок                                                                                               | вулиця Алчевських, 34                          | поч. XX ст.                | Невідомий | Житловий будинок                                                        | |
|       | 182              |                                                     | Житловий будинок                                                                                                  | вулиця Алчевських, 40                          | сер. XIX ст.               | Невідомий | Офісна будівля                                                          | [ 10 ] |
|       | 7010-Ха          |                                                     | Комерційний інститут                                                                                              | вулиця Алчевських, 44                          | 1914-1916                  | Бекетов Олексій Миколайович | Навчальний заклад                                                       | |
|       | 7011-Ха          |                                                     | Особняк | вулиця Алчевських, 47                          | поч. XX ст.                | Невідомий | Дитяча поліклініка                                                      | |
|       | 7012-Ха          |                                                     | Церква Усікновення глави Іоанна Предтечі                                                                          | вулиця Алчевських, 50                          | 1854-57                    | Тон Андрій Андрійович, Под'яков А. І. | Церква                                                                  | |
|       | 7014-Ха          |                                                     | Житловий будинок                                                                                                  | вулиця Багалія, 5                              | поч. XX ст.                | Невідомий | Житловий будинок                                                        | |
|       | 7016-Ха          |                                                     | Житловий будинок                                                                                                  | вулиця Багалія, 13                             | 1910                       | Невідомий | Гуртожиток                                                              | |
|       | 7016-Ха          |                                                     | Житловий будинок                                                                                                  | вулиця Багалія, 16                             | 1911                       | Цауне Юлій Семенович | Адміністративна будівля                                                 | |
|       | 7013-Ха          |                                                     | Котедж | Селищний провулок, 1                           | 1923—1924                  | Троценко Віктор Карпович | Музей видатних харків'ян ім. К. І. Шульженко                            | |
|       | 7017-Ха          |                                                     | Держ дача | Харківське шосе, 84                            | 1930                       | імовірно, Штейнберг Яків Аронович | Профілакторій метрополітену                                             | |
|       | 7019-Ха          |                                                     | Особняк | вулиця Благовіщенська, 15                      | 1909 р.                    | Піскунов Михайло Федорович | Установа                                                                | |
|       | 7020-Ха          |                                                     | Особняк | вулиця Благовіщенська, 17                      | 1899                       | Бекетов Олексій Миколайович | НДІ дерматології і венерології, фірма                                   | Будівля серйозно пошкоджена російським ударом                                                                                   |
|       | 7021-Ха          |                                                     | Житловий будинок                                                                                                  | вулиця Благовіщенська, 20/14                   | І половина ХІХ ст.         | Невідомий | Житловий будинок                                                        | |
|       | 364              |                                                     | Видовищна будівля, Цирк-театр «Муссурі»                                                                           | вулиця Благовіщенська, 28                      | 1908—1910                  | Корнієнко Борис Миколайович | Не використовується                                                     | |
|       | 7022-Ха          |                                                     | Повітове земство                                                                                                  | вулиця Богдана Хмельницького, 4                | 1912                       | Алексєєв О. І., Васильєв Микола Васильович | Адмін. будівля (обласна прокуратура)                                    | |
|       | 351              |                                                     | Колишня казарма                                                                                                   | вулиця Богдана Хмельницького, 12               | 1913                       | Дашкевич Михайло Іродіонович | Гуртожиток, установи                                                    | [ 12 ] |
|       | 7023-Ха          |                                                     | Прибутковий будинок                                                                                               | вулиця Богдана Хмельницького, 17               | 1913                       | імовірно, Тимошенко Сергій Прокопович | Установа                                                                | |
|       | 7024-Ха          |                                                     | Житловий будинок і флігель                                                                                        | вулиця Богдана Хмельницького, 18               | 1889-1892                  | Нємкін Володимир Християнович | Житловий будинок                                                        | Власний будинок архітектора. Значно пошкоджено перебудовами.                                                                    |
|       | 349              |                                                     | Житловий будинок                                                                                                  | вулиця Богдана Хмельницького, 26               | ХІХ століття               | Нємкін Володимир Християнович | Житловий будинок                                                        | Зруйновано для зведення багатоповерхівки.                                                                                       |
|       | 7447-Ха          |                                                     | Півчий будинок | Бурсацький узвіз, 3                            | 1883-1885                  | імов. Данилов Федір Іванович | Академія культури                                                       | Частина комплексу пам'яток Покровського монастиря                                                                               |
|       | 17-Ха            |                                                     | Бурса | Бурсацький узвіз, 4                            | 1773, 1825, 1885           | Невідомий, рек. Покровський Борис Семенович, Толкунов Кирило Олексійович | Академія культури                                                       | |
|       | 7025-Ха          |                                                     | Житловий будинок                                                                                                  | Бурсацький узвіз, 7                            | 1857—1888                  | Данилов Федір Іванович, рек. Нємкін Володимир Християнович | Житловий будинок                                                        | |
|       | 7026-Ха          |                                                     | Будівля заводоуправління пивоварного заводу І. Є. Ігнатищева                                                      | вулиця Велика Панасівська, 76                  | кін. XIX ст. — поч. XX ст. | Невідомий | Знесено                                                                 | Незаконно знесений для зведення багатоповерхівки                                                                                |
|       | 7028-Ха          |                                                     | Палац Робітника                                                                                                   | вулиця Велика Панасівська, 83А                 | 1928-32                    | Дмитрієв Олександр Іванович за уч. Верюжського В. В. | Не використовується                                                     | Значиться у переліках також як пам'ятка архітектури національного значення № 66-Н 0. Серйозно пошкоджено російським авіаударом. |
|       | 7029-Ха          |                                                     | Житловий будинок                                                                                                  | вулиця Велика Панасівська, 83                  | 1933                       | Верюжський В. В. | Установа                                                                | |
|       | 7030-Ха          |                                                     | Церква Іоанна Богослова                                                                                           | вулиця Велика Панасівська, 105                 | 1879                       | Данилов Федір Іванович | Церква                                                                  | |
|       | 7031-Ха          |                                                     | Церква Констянтино-Оленинська                                                                                     | вулиця Велика Панасівська, 199                 | 1907                       | Нємкін Володимир Християнович | Церква                                                                  | |
|       | 7032-Ха          |                                                     | Житловий будинок                                                                                                  | вулиця Воробйова, 6                            | поч. ХІХ ст.               | Невідомий | Житловий будинок, магазин                                               | |
|       | 7033-Ха          |                                                     | Житловий будинок                                                                                                  | вулиця Воробйова, 10                           | 1908                       | Леневич Л. Т. | Житловий будинок                                                        | |
|       | 256              |                                                     | Житловий будинок                                                                                                  | вулиця Воробйова, 14                           | поч. ХХ ст.                | Невідомий | Житловий будинок                                                        | [ 15 ] |
|       | 7034-Ха          |                                                     | Житловий будинок                                                                                                  | Скрипниківський узвіз, 4                       | 1914                       | Гершкович Борис Ісакович | Житловий будинок                                                        | |
|       | 7035-Ха          |                                                     | Анатомічний театр жіночого медінституту                                                                           | Скрипниківський узвіз, 8                       | 1911                       | Бекетов Олексій Миколайович | Не використовується                                                     | |
|       | 7210-Ха          |                                                     | Особняк | вулиця Миколи Міхновського, 3                  | кін. XIX ст.               | Невідомий | Житловий будинок                                                        | |
|       | 7211-Ха          |                                                     | Особняк | вулиця Миколи Міхновського, 37                 | кін. XIX ст.               | Невідомий | Житловий будинок                                                        | |
|       | 7036-Ха          |                                                     | Житловий будинок                                                                                                  | вулиця Гаршина, 4                              | 1912                       | Ширшов Павло Іванович | Житловий будинок                                                        | |
|       | 7037-Ха          |                                                     | Житловий будинок                                                                                                  | вулиця Гаршина, 5/7                            | 1935                       | Підгорний Ной Мойсейович | Житловий будинок                                                        | |
|       | 7038-Ха          |                                                     | Житловий будинок                                                                                                  | майдан Героїв Небесної Сотні, 3                | 1913                       | Корнієнко Борис Миколайович | Житловий будинок                                                        | |
|       | 7039-Ха          |                                                     | Житловий будинок                                                                                                  | майдан Героїв Небесної Сотні, 22               | 1896                       | Невідомий | Житловий будинок                                                        | |
|       | 7040-Ха          |                                                     | Прибутковий будинок                                                                                               | майдан Героїв Небесної Сотні, 28               | 1910                       | Мелетинський Мойсей Лазарович | Житловий будинок                                                        | |
|       | 7041-Ха          |                                                     | Будівля судових установлень                                                                                       | майдан Героїв Небесної Сотні, 36               | 1899-1902                  | Бекетов Олексій Миколайович | Установи                                                                | Серйозно пошкоджено російським авіаударом                                                                                       |
|       | 7043-Ха          |                                                     | Житловий будинок «Коммунар»                                                                                       | вулиця Гіршмана, 17                            | 1932                       | Лінецький Олександр Васильович, Богомолов В. І. | Житловий будинок                                                        | |
|       | 7044-Ха          |                                                     | Житловий будинок                                                                                                  | вулиця Гіршмана, 17Б                           | 1954                       | Морозов Д. А. | Житловий будинок                                                        | |
|       | 7045-Ха          |                                                     | Житловий будинок                                                                                                  | вулиця Гоголя, 1                               | 1916                       | Гершкович Борис Ісакович | Офісна будівля                                                          | |
|       | 7046-Ха          |                                                     | Житловий будинок                                                                                                  | вулиця Гоголя, 2                               | 1818                       | Васильєв Євген Олексійович | Офісна будівля                                                          | |
|       | 7047-Ха          |                                                     | Костел | вулиця Гоголя, 4                               | 1887—1891                  | Михаловський Болеслав Георгійович | Собор Успіння Пресвятої Діви Марії                                      | |
|       | 7048-Ха          |                                                     | 3-тя чоловіча гімназія                                                                                            | вулиця Гоголя, 7                               | 1864                       | Гінш Йоганн Петрович | Установа і магазин                                                      | |
|       | 7049-Ха          |                                                     | Особняк | вулиця Гоголя, 9-б                             | 1908                       | Бабкін Михайло Петрович | Офісна будівля                                                          | |
|       | 7050-Ха          |                                                     | Житловий будинок                                                                                                  | вулиця Гоголя, 11                              | 1913                       | Корнієнко Борис Миколайович | Житловий будинок                                                        | |
|       | 7051-Ха          |                                                     | Житловий будинок                                                                                                  | вулиця Гольдбергівська, 98                     | 1913                       | Гельмер Е. А. | Житловий будинок                                                        | |
|       | 7052-Ха          |                                                     | Церква Трьох Святителів                                                                                           | вулиця Гольдбергівська, 101                    | 1914                       | Ловцов Михайло Іванович, Покровський Володимир Миколайович | Церква                                                                  | Трьохсвятительський храм, Гольбергівська церква                                                                                 |
|       | 7053-Ха          |                                                     | Особняк | вулиця Гольдбергівська, 104                    | 1913                       | Естрович Віктор Абрамович | Адміністративна будівля                                                 | Особняк Гольберга |
|       | 7054-Ха          |                                                     | Виробниче підприємство                                                                                            | вулиця Гольдбергівська, 106                    | поч. XX ст.                | Гінзбург Олександр Маркович | Адміністративна будівля                                                 | |
|       | 7273-Ха          |                                                     | Офтальмологічна клініка ім. Гіршмана                                                                              | вулиця Олеся Гончара, 5                        | 1912                       | Тервен Лев Корнелійович | Офтальмалогічна клініка                                                 | |
|       | 7055-Ха          |                                                     | Житловий будинок                                                                                                  | провулок Грабовського, 4                       | 1905 р.                    | Гінзбург Олександр Маркович, Загоскін Іліодор Іліодорович | Житловий будинок                                                        | |
|       | 7056-Ха          |                                                     | Фабрична будівля                                                                                                  | вулиця Громадянська, 25                        | кін. XIX ст.; 1910         | Доброславський І. Я., рек.: Гінзбург Олександр Маркович | Обласний аптечний склад                                                 | |
|       | 7057-Ха          |                                                     | Житловий будинок                                                                                                  | вулиця Громадянська, 30                        | поч. XX ст.                | Невідомий | Житловий будинок                                                        | |
|       | 7190-Ха          |                                                     | Житловий будинок                                                                                                  | провулок Людмили Гурченко, 1                   | II пол. XIX ст.            | Невідомий | Житловий будинок                                                        | |
|       | 7191-Ха          |                                                     | Житловий будинок                                                                                                  | провулок Людмили Гурченко, 3                   | II пол. XIX ст.            | імовірно, Гірш Олександр Карлович | Житловий будинок                                                        | |
|       | 29               |                                                     | Житловий будинок з магазином і банк                                                                               | вулиця Данилевського, 19                       | 1954                       | Клейн Борис Гершович | Житловий будинок з комерційними приміщеннями                            | Ймовірно, виключено з переліку.                                                                                                 |
|       | 7058-Ха          |                                                     | Житловий будинок                                                                                                  | вулиця Дарвіна, 4                              | 1915                       | Тенне І. І. | Банкова установа                                                        | |
|       | 7059-Ха          |                                                     | Особняк | вулиця Дарвіна, 9                              | 1912                       | Величко Віктор Валеріанович | Будинок архітектора                                                     | Сабиба Рижова, з боку вулиці Манізера збереглася також півальтанка, яка є окремою пам'яткою архітектури.                        |
|       | 7060-Ха          |                                                     | Особняк | вулиця Дарвіна, 11                             | 1910                       | Гауш В. Г. | Будинок художника                                                       | Особняк віцеконсула Великої Британії Чарльза Георговича Блекі                                                                   |
|       | 7061-Ха          |                                                     | Особняк | вулиця Дарвіна, 13                             | 1896                       | Бекетов Олексій Миколайович | Школа № 1                                                               | Особняк Дмитра Алчевського |
|       | 7062-Ха          |                                                     | Прибутковий будинок                                                                                               | вулиця Дарвіна, 15                             | 1912                       | Ржепішевський Олександр Іванович | Житловий будинок                                                        | |
|       | 7063-Ха          |                                                     | Особняк | вулиця Дарвіна, 21                             | 1903                       | Бекетов Олексій Миколайович | Житловий будинок                                                        | |
|       | 7064-Ха          |                                                     | Особняк | вулиця Дарвіна, 23                             | 1901                       | Бекетов Олексій Миколайович | Житловий будинок                                                        | |
|       | 7065-Ха          |                                                     | Особняк | вулиця Дарвіна, 25                             | 1887                       | Невідомий | Офісна будівля                                                          | |
|       | 7066-Ха          |                                                     | Житловий будинок                                                                                                  | вулиця Дарвіна, 27                             | поч. XX ст.                | Коваленко М. Ф. | Житловий будинок                                                        | |
|       | 7067-Ха          |                                                     | Житловий будинок                                                                                                  | вулиця Дарвіна, 29                             | 1913                       | Ржепішевський Олександр Іванович | Житловий будинок                                                        | Будинок Миколи Синельникова |
|       | 7068-Ха          |                                                     | Особняк | вулиця Дарвіна, 31                             | 1901                       | Величко Віктор Валеріанович | Житловий будинок                                                        | Власний будинок архітектора В. В. Величка                                                                                       |
|       | 175              |                                                     | Житловий будинок                                                                                                  | вулиця Дарвіна, 33                             | поч. XX ст.                | Невідомий | Житловий будинок                                                        | |
|       | 7069-Ха          |                                                     | Особняк | вулиця Дарвіна, 35                             | 1913                       | імовірно, Компанієць М. Е. | Житловий будинок                                                        | |
|       | 7070-Ха          |                                                     | Особняк | вулиця Дарвіна,37                              | 1912                       | Бекетов Олексій Миколайович | Житловий будинок                                                        | Власний будинок архітектора Олексія Бекетова                                                                                    |
|       | 7071-Ха          |                                                     | Прибутковий будинок                                                                                               | вулиця Дарвіна, 39                             | 1913                       | Дашкевич Михайло Іродіонович | Житловий будинок                                                        | |
|       | 7072-Ха          |                                                     | Житлові будинки                                                                                                   | Дівоча вулиця, 3, 5                            | 1903 р.                    | Цауне Юлій Семенович | Житлові будинки                                                         | Прибуткові будинки Потебень |
|       | 7073-Ха          |                                                     | Прибутковий будинок                                                                                               | Дівоча вулиця, 6                               | поч. XX ст.                | Невідомий | Установа                                                                | |
|       | 7075-Ха          |                                                     | Прибутковий будинок                                                                                               | вулиця Дмитрівська, 19/2                       | 1903                       | Корнієнко Борис Миколайович | Житловий будинок                                                        | |
|       | 7076-Ха          |                                                     | Житловий будинок                                                                                                  | вулиця Дмитрівська, 26                         | 1904                       | Кондратьєв Ф. А. | Електромеханічний технікум                                              | |
|       | 7077-Ха          |                                                     | Житловий будинок                                                                                                  | вулиця Дмитрівська, 29                         | поч. XX ст.                | Невідомий | Житловий будинок                                                        | |
|       | 7078-Ха          |                                                     | Прибутковий будинок                                                                                               | вулиця Донця-Захаржевського, 2                 | 1905                       | Диканський Мойсей Григорович | Офісна будівля                                                          | |
|       | 7079-Ха          |                                                     | Прибутковий будинок                                                                                               | вулиця Донця-Захаржевського, 5                 | поч. ХІХ ст., 1911         | Невідомий, рек. Корнієнко Борис Миколайович | Житловий будинок                                                        | |
|       | 7080-Ха          |                                                     | Типографія | вулиця Донця-Захаржевського, 6/8               | 1908, 1930                 | Диканський Мойсей Григорович, рек. Андреєв Віктор Семенович | Типографія                                                              | |
|       | 232              |                                                     | Житловий будинок                                                                                                  | вулиця Донця-Захаржевського, 7                 | поч. XX ст.                | Невідомий | Житловий будинок                                                        | Знесено для зведення ТРЦ Ave Plaza                                                                                              |
|       | 7042-Ха          |                                                     | Церква Миколаївська                                                                                               | вулиця Гетьманська, 11, Жихор                  | 1899                       | Нємкін Володимир Християнович | Церква                                                                  | |
|       | 7377-Ха          |                                                     | АТС | вулиця Свободи, 7/9                            | 1930—1932                  | Невідомий | Не використовується                                                     | |
|       | 7378-Ха          |                                                     | Житловий будинок                                                                                                  | вулиця Свободи, 8                              | 1911                       | Мелетинський Мойсей Лазарович | Не використовується                                                     | |
|       | 7379-Ха          |                                                     | Житловий будинок                                                                                                  | вулиця Свободи, 24                             | 1900                       | Марков І. Л. | Житловий будинок                                                        | |
|       | 7380-Ха          |                                                     | Спільнота грамотності                                                                                             | вулиця Свободи, 26/28                          | 1894—1898                  | Загоскін Сергій Іліодорович | Лікарня                                                                 | |
|       | 238              |                                                     | Особняк та огорожа                                                                                                | вулиця Свободи, 35                             | 1902                       | імовірно, Гінзбург Олександр Маркович | Частково зруйновано, не використовується                                | Вилучено з переліку в порушення Закону України «Про охорону культурної спадшини» для зведеняня багатоповерхівки                 |
|       | 238              |                                                     | Огорожа | вулиця Свободи, 35                             | поч. XX ст.                | імовірно, Гінзбург Олександр Маркович | Знесено                                                                 | Вилучено з переліку в порушення Закону України «Про охорону культурної спадшини» для зведеняня багатоповерхівки                 |
|       | 7089-Ха          |                                                     | Особняк | вулиця Іскринська, 28-А                        | поч. XX ст.                | Невідомий | Установа                                                                | |
|       | 7090-Ха          |                                                     | Житловий будинок                                                                                                  | вулиця Іскринська, 31                          | поч. ХХ ст.                | Загоскін Іліодор Іліодорович | Житловий будинок                                                        | Власний будинок архітектора Іліодора Загоскіна                                                                                  |
|       | 7091-Ха          |                                                     | Житловий будинок                                                                                                  | Каплунівський провулок, 4                      | 1913                       | Гінзбург Олександр Маркович | Житловий будинок                                                        | |
|       | 189              |                                                     | Житловий будинок                                                                                                  | вулиця Каразіна, 1                             | ?                          | Невідомий | Знесено                                                                 | Зруйнований 1952 року. |
|       | 190              |                                                     | Житловий будинок                                                                                                  | вулиця Каразіна, 2                             | ?                          | Невідомий | Знесено                                                                 | Зруйнований 1952 року. |
|       | 7092-Ха          |                                                     | Особняк | вулиця Каразіна, 5                             | поч. XX ст.                | Гінзбург Олександр Маркович | Не використовується                                                     | |
|       | 7093-Ха          |                                                     | Житловий будинок                                                                                                  | вулиця Каразіна, 10                            | поч. XX ст.                | Невідомий | Житловий будинок                                                        | |
|       | 7094-Ха          |                                                     | Особняк | вулиця Каразіна, 20                            | поч. XX ст.                | Стрижевський Гаврило Якович | Службова будівля ХАДУ                                                   | |
|       | 7095-Ха          |                                                     | Жилий і торговий будинок                                                                                          | вулиця Квітки-Основ'яненка, 9                  | поч. XX ст.                | імовірно, Корнієнко Борис Миколайович | Не використовується                                                     | |
|       | 7096-Ха          |                                                     | Торговельні приміщення                                                                                            | вулиця Квітки-Основ'яненка, 11                 | 1824                       | імовірно, Чернишов Степан Георгійович | Не використовується                                                     | Спочатку був пошкоджений російським ударом, а після встановлення риштувань, згорів.                                             |
|       | 7097-Ха          |                                                     | Торгові приміщення та склади                                                                                      | вулиця Квітки-Основ'яненка, 12                 | 1824, 1974                 | Чернишов Степан Георгійович, рек. Кеслер Б. | Ресторан                                                                | |
|       | 7098-Ха          |                                                     | Комплекс будівель пожежної частини                                                                                | вулиця Квіткинська, 25                         | 1886                       | Стрижевський Гаврило Якович | Пожежна частина                                                         | |
|       | 7099-Ха          |                                                     | Пожежна частина з каланчею                                                                                        | вулиця Квіткинська, 25                         | 1886                       | Стрижевський Гаврило Якович | Не використовується                                                     | |
|       | 7100-Ха          |                                                     | Каретний сарай літ. «Б-1»                                                                                         | вулиця Квіткинська, 25                         | 1886                       | Стрижевський Гаврило Якович | Не використовується                                                     | |
|       | 7101-Ха          |                                                     | Каретний сарай літ. «В-1»                                                                                         | вулиця Квіткинська, 25                         | 1886                       | Стрижевський Гаврило Якович | Не використовується                                                     | |
|       | 7102-Ха, 7103-Ха |                                                     | Комплекс будівель Харківського технологічного інституту (НТУ «ХПІ») — одного з найстаріших технічних вузів країни | вулиця Кирпичова, 2                            | 1874—1890                  | Різні | НТУ «ХПІ»                                                               | |
|       | 7104-Ха          |                                                     | Фізично-механічний корпус                                                                                         | вулиця Кирпичова, 2, літ. «Д-4»                | 1880                       | Генрихсен Роман Романович, Ейнарович А. С. | Хімічний корпус НТУ «ХПІ»                                               | |
|       | 7105-Ха          |                                                     | Креслярський корпус                                                                                               | вулиця Кирпичова, 2, літ. «Г-3»                | 1898—1901                  | Ловцов Михайло Іванович | Головний аудиторний корпус                                              | |
|       | 7106-Ха          |                                                     | Інженерно-фізичний корпус                                                                                         | вулиця Кирпичова, 2, літ. «М-3»                | 1904—1907                  | Величко Віктор Валеріанович | Інженерний корпус                                                       | |
|       | 7107-Ха          |                                                     | Електротехнічний корпус                                                                                           | вулиця Кирпичова, 2, літ. «АБ-3»               | 1928—1929                  | Бекетов Олексій Миколайович | Електротехнічний корпус                                                 | |
|       | 7108-Ха          |                                                     | Стіни з контрфорсами                                                                                              | Класичний провулок, непарна сторона            | 1900                       | Невідомий | Підпірна стіна                                                          | |
|       | 7109-Ха          |                                                     | Житловий будинок                                                                                                  | провулок Класичний, 8                          | 1913                       | Корнієнко Борис Миколайович | Житловий будинок                                                        | |
|       | 7110-Ха          | Будинок №3 · Будинок №3а · Будинок №5 · Будинок №5а | Комплекс будівель                                                                                                 | вулиця Клочківська, 3, 3А, 5, 5А               | 1903                       | Корнієнко Борис Миколайович | Офісні будівлі, частково закинуті                                       | |
|       | 7111-Ха          |                                                     | Житловий будинок                                                                                                  | вулиця Клочківська, 18                         | кінець ХІХ ст.             | Невідомий | Не використовується                                                     | |
|       | 439              |                                                     | Житловий будинок/флігель                                                                                          | вулиця Клочківська, 43                         | 1787, 1820                 | Ярославський Петро Антонович | Знесено                                                                 | Знесено у 1983—1989 |
|       | 43               |                                                     | Плавальний басейн «Спартак»                                                                                       | вулиця Клочківська, 47                         | 1976                       | Арєшкін Петро Іванович | «Акварена»                                                              | |
|       | 440              |                                                     | Земляні укріплення фортеці                                                                                        | Клочківські схили (сад ім. Т. Г. Шевченка)     | поч. XVIII ст.             | — | —                                                                       | |
|       | 7112-Ха          |                                                     | Церква Святителя Пантелеймона                                                                                     | вулиця Клочківська, 94А                        | 1888, 1895                 | Данилов Федір Іванович, рек.Ловцов Михайло Іванович | Церква                                                                  | |
|       | 7081-Ха          |                                                     | Житловий будинок                                                                                                  | вулиця Євгена Котляра, 4                       | 1911                       | Ржепішевський Олександр Іванович | Офісна будівля                                                          | |
|       | 7082-Ха          |                                                     | Будинок управління Південної залізниці                                                                            | вулиця Євгена Котляра, 7                       | 1914                       | Дмитрієв О. І., Ракітін Д. С., буд. Роттерт П. П. | Установа                                                                | |
|       | 7083-Ха          |                                                     | Житлові будинки                                                                                                   | вулиця Євгена Котляра, 8/10                    | 1925—1936                  | Бекетов Олексій Миколайович | Житлові будинки                                                         | |
|       | 7207-Ха          |                                                     | Склади митниці | Гончарівський бульвар, 2                       | кін. XIX — поч. XX ст.     | Невідомий | Склади                                                                  | |
|       | 7208-Ха          |                                                     | Друкарня Товариства «Типографія С. П. Яковлева»                                                                   | Гончарівський бульвар, 10/2                    | 1898—1900                  | Невідомий | Культурно-громадський центр DRUK                                        | |
|       | 7113-Ха          |                                                     | Прибутковий будинок страхового товариства «Росія»                                                                 | майдан Конституції, 1                          | 1914—1916                  | Претро Іполит Олександрович | Установи: Палац Праці, магазини, фірми.                                 | |
|       | 7114-Ха          |                                                     | Житловий комплекс ХТЗ, ХТГЗ, ХЕМЗа                                                                                | майдан Конституції, 2-4                        | 1950—1966                  | Арєшкін Петро Іванович | Житлові будинки з магазинами                                            | «Будинок зі шпилем» |
|       | 7115-Ха          |                                                     | Магазин | майдан Конституції, 3                          | 1894, 1954                 | Невідомий, надбуд. Зеличенко Д. Л. | Не використовується                                                     | |
|       | 7116-Ха          |                                                     | Міська дума | майдан Конституції, 7                          | 1885, 1932, 1950           | Михаловський Болеслав Георгійович, рек. Троценко Віктор Карпович, Пушкарьов Валентин Іванович, рек. Петі В. Н., Костенко Володимир Поліектович, Чеботарьов Ю. Н., інж. Харламов В. Н. | Харківська міська рада, мерія                                           | |
|       | 7117-Ха          |                                                     | Пасаж «Новий» | майдан Конституції, 9                          | поч. XX ст., 1925, 1940-ві | Лінецький Олександр Васильович | Універмаг «Дитячий світ»                                                | |
|       | 7118-Ха          |                                                     | Житловий будинок                                                                                                  | майдан Конституції, 11                         | 1900, 1929                 | імовірно, Михаловський Болеслав Георгійович, надбуд. Крупко Петро Захарович | Навчальний корпус ХНУМ                                                  | |
|       | 7119-Ха          |                                                     | Братський будинок                                                                                                 | майдан Конституції, 12                         | 1849, 1900                 | Данилов Федір Іванович, рек. Михаловський Болеслав Георгійович, Ловцов Михайло Іванович                                                                                               | Установа и магазини                                                     | |
|       | 7120-Ха          |                                                     | Торгова біржа | майдан Конституції, 13                         | 1925                       | Лінецький Олександр Васильович | Навчальний корпус ХНУМ                                                  | |
|       | 7121-Ха          |                                                     | Азовсько-Донський комерційний банк                                                                                | майдан Конституції, 14                         | 1896, 1915                 | Бекетов Олексій Миколайович, рек. Тервен Лев Корнелійович | Офісна будівля і магазини                                               | |
|       | 7122-Ха          |                                                     | Азовсько-Донський банк                                                                                            | майдан Конституції, 18                         | 1914                       | Лідваль Федір Іванович за уч. Тервена Лева Корнелійовича | Офісна будівля і магазини                                               | |
|       | 7123-Ха          |                                                     | Міжнародний Петербузький банк                                                                                     | майдан Конституції, 22                         | 1913                       | Величко Віктор Валеріанович | Обласне управління АТ. «Ощадбанк»                                       | |
|       | 7124-Ха          |                                                     | Волжско-Камский банк                                                                                              | майдан Конституції, 24                         | 1907, 1960                 | Бекетов Олексій Миколайович, рек. Клейн Борис Гершович, Любомілова Єлизавета Олександрівна                                                                                            | Харківський державний академічний театр ляльок імені В. А. Афанасьєва   | |
|       | 7125-Ха          |                                                     | Торговий банк | майдан Конституції, 26                         | 1899, 1949                 | Бекетов Олексій Миколайович, рек. Підгорний Ной Мойсейович | Офісна будівля, «Будинок науки і техніки»                               | |
|       | 7126-Ха          |                                                     | Земельний банк | майдан Конституції, 28                         | 1896—1898, 1948—1953       | Бекетов Олексій Миколайович, рек. Сихарулідзе В., Лейбфрейд Олександр Юрійович | Харківський автотранспортний фаховий коледж                             | |
|       | 7127-Ха          |                                                     | Готель «Версаль»                                                                                                  | вулиця Конторська, 1                           | поч. XX ст.                | Цауне Юлій Семенович | Навчальний корпус ХДАК                                                  | |
|       | 7128-Ха          |                                                     | 1-ша аптека Приказу суспільного піклування                                                                        | вулиця Конторська, 2                           | 1786                       | Ярославський Петро Антонович | Житловий будинок                                                        | |
|       | 7129-Ха          |                                                     | Особняк | вулиця Конторська, 3                           | 1877                       | Гінш Йоганн Петрович | КП «Ритуал»                                                             | |
|       | 7130-Ха          |                                                     | Садибний будинок                                                                                                  | вулиця Конторська, 5-б (у дворі)               | I пол. XIX ст.             | Невідомий | Бюро машинопису                                                         | |
|       | 7131-Ха          |                                                     | Житловий будинок                                                                                                  | вулиця Конторська, 7                           | 1913                       | Покровський Володимир Миколайович | Житловий будинок                                                        | |
|       | 7132-Ха          |                                                     | Житловий будинок                                                                                                  | вулиця Конторська, 9                           | поч. XX ст.                | Толкачов Петро Якович | Житловий будинок                                                        | |
|       | 7133-Ха          |                                                     | Житловий будинок                                                                                                  | вулиця Конторська, 13                          | кін. XIX ст.               | Невідомий | Житловий будинок                                                        | |
|       | 7134-Ха          |                                                     | Міжміська телефонна станція                                                                                       | вулиця Конторська, 14                          | 1936                       | Любарський Л. Р. | Телефонна станція                                                       | |
|       | 7135-Ха          |                                                     | Житловий будинок                                                                                                  | вулиця Конторська, 16                          | сер. XIX ст.               | ймовірно, Тон Андрій Андрійович | Житловий будинок                                                        | |
|       | 7136-Ха          |                                                     | Житловий будинок                                                                                                  | вулиця Конторська, 17                          | кін. XIX ст.               | Невідомий | Житловий будинок                                                        | |
|       | 7137-Ха          |                                                     | Житловий будинок                                                                                                  | вулиця Конторська, 18                          | кін. XIX ст.               | Невідомий | Житловий будинок                                                        | |
|       | 7138-Ха          |                                                     | Житловий будинок                                                                                                  | вулиця Конторська, 19                          | кін. XIX ст.               | Невідомий | Житловий будинок                                                        | |
|       | 7139-Ха          |                                                     | Житловий будинок                                                                                                  | вулиця Конторська, 23                          | кін. XIX ст.               | Невідомий | Житловий будинок                                                        | |
|       | 7140-Ха          |                                                     | Житловий будинок                                                                                                  | вулиця Конторська, 26                          | поч. XX ст.                | Невідомий | Житловий будинок                                                        | |
|       | 7141-Ха          |                                                     | Житловий будинок                                                                                                  | вулиця Конторська, 27                          | 1830-ті                    | Невідомий | Житловий будинок                                                        | |
|       | 7142-Ха          |                                                     | Цукерна фабрика                                                                                                   | вулиця Конторська, 29                          | 1875                       | Михаловський Болеслав Георгійович | Не використовується                                                     | |
|       | 7143-Ха          |                                                     | Житловий будинок                                                                                                  | вулиця Конторська, 32                          | сер. XIX ст.               | Невідомий | Житловий будинок                                                        | |
|       | 299              |                                                     | Житловий будинок                                                                                                  | вулиця Конторська, 35                          | 1901                       | Стрижевський Гаврило Якович | Житловий будинок                                                        | |
|       | 7144-Ха          |                                                     | Станція швидкої допомоги                                                                                          | вулиця Конторська, 41                          | 1914                       | Мороховець Валерій Євгенович | Швидка допомога                                                         | |
|       | 7145-Ха          |                                                     | Ворота | вулиця Конторська, 43                          | II пол. XIX ст.            | Невідомий | Ворота                                                                  | |
|       | 7146-Ха          |                                                     | Будинок жилий | вулиця Конторська, 54                          | поч. XX ст.                | Інж. Гельмер Е. А. | Житловий будинок                                                        | |
|       | 7147-Ха          |                                                     | Установа | вулиця Кооперативна, 6/8                       | 1908—1911                  | Бабкін Михайло Петрович | Офісна будівля                                                          | |
|       | 7148-Ха          |                                                     | Товариство взаємного кредиту дрібних промисловців                                                                 | вулиця Кооперативна, 10                        | 1915                       | Загоскін Іліодор Іліодорович | Харківський гідрометеорологічний технікум                               | |
|       | 7149-Ха          | Будинок №24 · Будинок №26                           | Заїжджі будинки                                                                                                   | вулиця Кооперативна, 24                        | 1820-ті — 1840-ві          | Тон Андрій Андрійович | Закинуто (№ 24), Офісна будівля (№ 26)                                  | |
|       | 7153-Ха          |                                                     | Житловий будинок                                                                                                  | провулок Короленка, 10                         | 1900                       | Диканський Мойсей Григорович | Житловий будинок                                                        | |
|       | 7154-Ха          |                                                     | Громадська бібліотека                                                                                             | провулок Короленка, 18                         | 1901                       | Бекетов Олексій Миколайович за уч. Величка Віктора Валеріановича | Харківська державна наукова бібліотека імені В. Г. Короленка            | |
|       | 7155-Ха          |                                                     | Житловий будинок                                                                                                  | провулок Короленка, 19                         | 1902                       | Диканський Мойсей Григорович | Житловий будинок                                                        | |
|       | 580              |                                                     | Особняк | вулиця Миколаївська, 16                        | 1840-ві                    | Тон Андрій Андрійович | Житловий будинок                                                        | У 2005 році він був виключений із переліку пам'яток архітектури, а наступного року знесений для зведення багатоповерхівки.      |
|       | 7150-Ха          |                                                     | Житловий будинок                                                                                                  | вулиця Миколаївська, 16А                       | кін. ХІХ — поч. XX ст.     | імовірно, Цауне Юлій Семенович | Установа                                                                | |
|       | 7151-Ха          |                                                     | Житловий будинок                                                                                                  | вулиця Миколаївська, 18                        | 1912                       | Корнієнко Борис Миколайович | Житловий будинок                                                        | |
|       | 7152-Ха          |                                                     | Житловий будинок                                                                                                  | вулиця Миколаївська, 19                        | 1912                       | Корнієнко Борис Миколайович | Житловий будинок                                                        | |
|       | 7156-Ха          |                                                     | Шведське консульство                                                                                              | провулок Костюринський, 1                      | поч. XX ст.                | Невідомий | Лікувальна установа                                                     | |
|       | 7157-Ха          |                                                     | Особняк | вулиця Котляревського, 14                      | 1910                       | Кричевський Василь Григорович | Житловий будинок                                                        | |
|       | 7158-Ха          |                                                     | Корпус складський                                                                                                 | вулиця Коцарська, 4                            | поч. XX ст.                | Ройтенберг Михайло Юхимович | Офісний центр                                                           | |
|       | 383              |                                                     | Заклад | вулиця Коцарська, 5                            | поч. XX ст.                | Невідомий | Установа                                                                | [ 22 ] |
|       | 7159-Ха          |                                                     | Готель «Паласс»                                                                                                   | вулиця Коцарська, 9                            | 1913—1914                  | Диканський Мойсей Григорович | Студентський гуртожиток ХГТУСХ                                          | |
|       | 7513-Ха          |                                                     | Комплекс складських і адміністративних будівель                                                                   | вулиця Коцарська, 18                           | 1906—1912                  | Цауне Юлій Семенович, Тенне І. І., Ржепішевський Олександр Іванович | Аптечна база                                                            | |
|       | 7160-Ха          |                                                     | Флігель житловий                                                                                                  | вулиця Коцарська, 19                           | 1908                       | Гінзбург Олександр Маркович | Житловий будинок и флігель                                              | |
|       | 7161-Ха          |                                                     | Аптекарські склади                                                                                                | вулиця Коцарська, 20                           | 1912                       | Невідомий | Установа                                                                | |
|       | 7162-Ха          |                                                     | Житловий будинок                                                                                                  | провулок Кравцова, 2                           | сер. XIX ст.               | Невідомий | Закинуто                                                                | |
|       | 7163-Ха          |                                                     | Особняк Томицьких                                                                                                 | провулок Кравцова, 13                          | 1913—1915                  | Тимошенко Сергій Прокопович | Житловий будинок                                                        | |
|       | 487              |                                                     | Житловий будинок                                                                                                  | вулиця Кузнечна, 22                            | поч. XX ст.                | Мелетинський М. Л. | Житловий будинок                                                        | |
|       | 588              |                                                     | Житловий будинок                                                                                                  | вулиця Кузнечна, 22-а                          | поч. XІX ст.               | зразковий проєкт | Житловий будинок                                                        | |
|       | 7164-Ха          | ?                                                   | Житловий будинок                                                                                                  | вулиця Кузнечна, 24                            | І пол. ХІХ ст.             | Невідомий | ?                                                                       | |
|       | 7165-Ха          | ?                                                   | Виробниче підприємство                                                                                            | вулиця Кузнечна, 24                            | 1883                       | Невідомий | ?                                                                       | |
|       | 7166-Ха          |                                                     | Караїмська кенаса                                                                                                 | вулиця Кузнечна, 24                            | 1893                       | Покровський Борис Семенович | Караїмська кенаса                                                       | |
|       | 7167-Ха          |                                                     | Житловий будинок                                                                                                  | вулиця Куликівська, 3                          | поч. XIX ст.               | Невідомий | Не використовується                                                     | |
|       | 7168-Ха          |                                                     | Прибутковий будинок                                                                                               | вулиця Куликівська, 5                          | поч. XX ст.                | Невідомий | Житловий будинок                                                        | |
|       | 7169-Ха          |                                                     | Особняк | вулиця Куликівська, 6                          | 1912 р.                    | імовірно, Гінзбург Олександр Маркович | Установа                                                                | |
|       | 7170-Ха          |                                                     | Житловий будинок                                                                                                  | вулиця Куликівська, 8                          | 1910                       | Невідомий | Житловий будинок                                                        | |
|       | 7171-Ха          |                                                     | Благодійне товариство                                                                                             | вулиця Куликівська, 12                         | 1909                       | Гінзбург Олександр Маркович | Навчальний заклад фармакадемії                                          | |
|       | 7172-Ха          |                                                     | Житловий будинок                                                                                                  | вулиця Куликівська, 19                         | кін. XIX ст.               | Невідомий | Готель                                                                  | |
|       | 7173-Ха          |                                                     | Дитячий притулок                                                                                                  | Куликівський узвіз, 3                          | 1891                       | Загоскін Сергій Іліодорович | Медичне училище                                                         | |
|       | 7174-Ха          |                                                     | Житловий будинок                                                                                                  | Куликівський узвіз, 8                          | 1906                       | Бекетов Олексій Миколайович | Житловий будинок                                                        | |
|       | 7175-Ха          |                                                     | Житловий будинок                                                                                                  | Куликівський узвіз, 9                          | поч. XX ст.                | Невідомий | Житловий будинок                                                        | |
|       | 7176-Ха          |                                                     | Будинок княгині Ширинської-Шихматової                                                                             | Куликівський узвіз, 12                         | кін. XIX ст.               | імов. Нємкін Володимир Християнович, рек. Дашкевич Михайло Іродіонович | Навчальний корпус ХНУМГ                                                 | |
|       | 7177-Ха          |                                                     | Житловий будинок                                                                                                  | Куликівський узвіз, 14                         | поч. XX ст.                | Невідомий | Житловий будинок                                                        | |
|       | 7178-Ха          |                                                     | Житловий будинок                                                                                                  | Куликівський узвіз, 16                         | 1903                       | Дашкевич Михайло Іродіонович | Навчальний корпус ХНУМГ                                                 | |
|       | 7179-Ха          |                                                     | Прибутковий будинок                                                                                               | Куликівський узвіз, 18                         | 1908                       | Цауне Юлій Семенович | Корпус ХНУМГ                                                            | |
|       | 7180-Ха          |                                                     | Житловий будинок «Слово»                                                                                          | вулиця Культури, 9                             | 1926—1929                  | Дашкевич Михайло Іродіонович | Житловий будинок                                                        | |
|       | 7181-Ха          |                                                     | Церква Казанської Божої Матері (Серафимівська)                                                                    | вулиця Курилівська, 78                         | 1904—1912                  | Нємкін Володимир Християнович, Покровський Володимир Миколайович | Церква                                                                  | |
|       | 210              |                                                     | Житловий будинок                                                                                                  | вулиця Майка Йогансена, 5                      | поч. XX ст.                | Невідомий | Житловий будинок                                                        | [ 23 ] |
|       | 7182-Ха          |                                                     | Житловий будинок                                                                                                  | вулиця Майка Йогансена, 9                      | 1923—1925                  | Троценко Віктор Карпович | Житловий будинок                                                        | |
|       | 7183-Ха          |                                                     | Житловий будинок                                                                                                  | вулиця Майка Йогансена, 10                     | 1910                       | Невідомий | Житловий будинок                                                        | |
|       | 7184-Ха          |                                                     | Житловий будинок                                                                                                  | вулиця Майка Йогансена, 11                     | 1910                       | Невідомий | Житловий будинок                                                        | |
|       | 7185-Ха          |                                                     | Прибутковий будинок                                                                                               | вулиця Майка Йогансена, 12                     | поч. XX ст.                | Невідомий | Житловий будинок                                                        | |
|       | 7186-Ха          |                                                     | Житловий будинок                                                                                                  | вулиця Майка Йогансена, 21                     | 1915                       | Піскунов Михайло Федорович | Житловий будинок                                                        | |
|       | 213              |                                                     | Житловий будинок                                                                                                  | вулиця Майка Йогансена, 23                     | 1910                       | Толкачов Петро Якович | Житловий будинок                                                        | |
|       | 7187-Ха          | ?                                                   | Житловий будинок                                                                                                  | вулиця Майка Йогансена, 25                     | кін. XIX ст.               | Невідомий | ?                                                                       | |
|       | 7188-Ха          |                                                     | Житловий будинок                                                                                                  | пров. Лопанський, 6                            | поч. XX ст.                | Невідомий | Житловий будинок                                                        | |
|       | 7189-Ха          |                                                     | Житловий будинок                                                                                                  | пров. Лопатинський, 4                          | кін. XIX ст.               | Невідомий | Житловий будинок                                                        | |
|       | 222              |                                                     | Житловий будинок                                                                                                  | вулиця Максиміліанівська, 10                   | поч. XX ст.                | Невідомий | Житловий будинок                                                        | |
|       | 219              |                                                     | Особняк | вулиця Максиміліанівська, 11                   | 1899 р.                    | Бекетов О. М. | Харківське наукове медичне товариство                                   | |
|       | 597              |                                                     | Особняк | вулиця Максиміліанівська, 13                   | поч. XX ст.                | Невідомий | Житловий будинок                                                        | |
|       | 221              |                                                     | Житловий будинок                                                                                                  | вулиця Максиміліанівська, 15                   | поч. XX ст.                | Невідомий | Гуртожиток академії гір. господарства                                   | |
|       | 223              |                                                     | Житловий будинок                                                                                                  | вулиця Максиміліанівська, 18                   | поч. XX ст.                | Невідомий | Житловий будинок                                                        | |
|       | 220              |                                                     | Особняк | вулиця Максиміліанівська, 19                   | 1910 р.                    | Цауне Ю. С. | Дитсадок                                                                | |
|       | 224              |                                                     | Особняк | вулиця Максиміліанівська, 22                   | 1912 р.                    | Глуш В. Г. | Дитяча медична установа                                                 | |
|       | 391              |                                                     | Акушерсько-гінекологічне відділення Олександрівської лікарні                                                      | Зброярська вулиця, 4                           | 1913 р.                    | Бекетов О. М., Павловський П. | Відділення 1-ї міської лікарні                                          | |
|       | 590              |                                                     | Училище ім. О. С. Пушкіна                                                                                         | пров. Мало-Панасівський, 1                     | к. 19 ст.                  | Загоскін С. І. | СПТУ-4                                                                  | |
|       | 312              |                                                     | Торгова школа | вулиця Мар'їнська, 12/14                       | 1902 р.                    | Корнєєнко Б. М., Величко В. В. | Харківський фізико-математичний ліцей № 27                              | |
|       | 265              |                                                     | Гімназія | пров. Мар'яненка, 4                            | 1904 р.                    | Цауне Ю. С. | Банк „Україна“                                                          | |
|       | 158              |                                                     | Житловий будинок                                                                                                  | вулиця Чорноглазівська, 3                      | 1928 р.                    | Коган А. З. | Житловий будинок                                                        | |
|       | 569              |                                                     | Житловий будинок Миронової                                                                                        | вулиця Чорноглазівська, 4                      | 1910 р.                    | імов. Компанієць М. Е. | Житловий будинок, Комерційні підприємства                               | |
|       | 160              |                                                     | Житловий будинок                                                                                                  | вулиця Чорноглазівська, 6                      | 1913 р.                    | Ройтенберг Л. Є. | Житловий будинок                                                        | |
|       | 161              |                                                     | Житловий будинок                                                                                                  | вулиця Чорноглазівська, 8                      | 1913 р.                    | Ройтенберг Л. Є. | Не використовується                                                     | |
|       | 159              |                                                     | Житловий будинок                                                                                                  | вулиця Чорноглазівська, 14                     | 1914 р.                    | Ржепішевський О. І. | Житловий будинок, комерційна установа                                   | |
|       | 461              |                                                     | Котедж | вулиця Металіста, 5                            | 1924 р.                    | Троценко В. К. | Житловий будинок, Інспекція Держстраху Московського району              | |
|       | 18               |                                                     | Дом наркомтруда                                                                                                   | вулиця Мироносицька, 1                         | 1925 р.                    | Кушнарьов П. В. | Навчальний корпус ХНУ                                                   | |
|       | 147              |                                                     | Житловий будинок                                                                                                  | вулиця Мироносицька, 10                        | 1914 р.                    | Корнєєнко Б. М. | Житловий будинок                                                        | |
|       | 144              |                                                     | Особняк | вулиця Мироносицька, 11                        | поч. XX ст.                | імов. Величко В. В. | Не використовується                                                     | |
|       | 146              |                                                     | Житловий будинок                                                                                                  | вулиця Мироносицька, 16                        | поч. XX ст.                | Невідомий | Адміністративна будівля                                                 | |
|       |                  |                                                     | |                                                |                            | рек. Ржепішевський О. І. |                                                                         | |
|       | 145              |                                                     | Особняк | вулиця Мироносицька, 21                        | к. 19 ст.                  | Невідомий, рек. Ржепішевський О. І. | Адміністративна будівля                                                 | |
|       | 148              |                                                     | Житловий будинок                                                                                                  | вулиця Мироносицька, 44                        | 1912 — 14                  | Тимошенко С. П., Ширшов П. І., Соколов П. В. | Житловий будинок                                                        | |
|       | 152              |                                                     | Прибутковий будинок                                                                                               | вулиця Мироносицька, 46                        | 1912 р.                    | імов. Величко В. В. | Житловий будинок                                                        | |
|       | 149              |                                                     | Прибутковий будинок                                                                                               | вулиця Мироносицька, 47                        | 1913 р.                    | Піскунов М. Ф. | Житловий будинок, „Спецремналадка“, „Фонд Чернобыля“                    | |
|       | 574              |                                                     | Житловий будинок                                                                                                  | вулиця Мироносицька, 74                        | к. 19 ст.-п. 20 ст.        | імов. Загоскін І. І., Кричевський В. Г. | Зруйнований після 2010 р.                                               | |
|       | 150              |                                                     | Прибутковий будинок                                                                                               | вулиця Мироносицька, 76                        | поч. XX ст.                | Невідомий | Житловий будинок                                                        | |
|       | 575              |                                                     | Житловий будинок                                                                                                  | вулиця Мироносицька 81-а                       | 1913 р.                    | Небель Ф. Ф. | Житловий будинок                                                        | |
|       | 151              |                                                     | Житловий будинок                                                                                                  | вулиця Мироносицька, 86                        | 1914 р.                    | Диканський М. Г. | Інститут підвищення кваліфікації                                        | |
|       | 9                |                                                     | Житловий будинок                                                                                                  | вулиця Мироносицька, 91                        | 1930 р.                    | Троценко В. К., Пушкарьов В. І., Плешков А. А. | Житловий будинок                                                        | |
|       | 142              |                                                     | Будівля вищих жіночих курсів                                                                                      | вулиця Мироносицька, 92                        | 1915 р.                    | Бекетов О. М. | Навчальний корпус ХГТУСХа                                               | |
|       | 65               |                                                     | Клуб-їдальня | пров. Миру, 3                                  | 1934 р.                    | Тарусов А. І. | Палац шлюбів                                                            | |
|       |                  |                                                     | |                                                | 1976 р.                    | рек. Дальниченко І. А., Самохвалов Ю. А. |                                                                         | |
|       | 129              |                                                     | Єпархіальний музей старожитностей                                                                                 | вулиця Мистецтв, 4                             | 1912 р.                    | Покровський В. М. | НДІ АН України                                                          | |
|       | 128              |                                                     | Художнє училище                                                                                                   | вулиця Мистецтв, 8                             | 1913 р.                    | Жуков К. М., за уч. Піскунова М. Ф. | Художньо-промисловий інститут                                           | |
|       | 130              |                                                     | Житловий будинок                                                                                                  | вулиця Мистецтв, 17                            | 1913 р.                    | Піскунов М. Ф. | Житловий будинок                                                        | |
|       | 69               |                                                     | Комплекс житлових будинків у сел. Артема                                                                          | вулиця Морозова, 2, 3, 4, 5                    | 1926 — 29                  | Зеленін М. А., Таранов-Бєлозеров І. Р., Богомолов В. І. | Житлові будинки                                                         | |
|       | 317              |                                                     | Житловий будинок                                                                                                  | вулиця Москалівська, 2                         | 1910-ті                    | імов. Леневич Л. Р. | Житловий будинок                                                        | |
|       | 318              |                                                     | Особняк | вулиця Москалівська, 20                        | 1913 р.                    | імов. Ржепішевський О. І. | Житловий будинок                                                        | |
|       | 480              |                                                     | Водорозбірна колонка                                                                                              | вулиця Москалівська, 45                        | поч. XX ст.                | Невідомий | Житловий будинок                                                        | |
|       | 482              |                                                     | Житловий будинок и огорожа                                                                                        | вулиця Москалівська, 55-а                      | 1884 р.                    | Гінш І. П. | Житловий будинок                                                        | |
|       | 269              |                                                     | Житловий будинок                                                                                                  | пр. Героїв Харкова, 7                          | 1907 р.                    | Тервен Л. К. | Державний архів Харківської області                                     | |
|       | 270              |                                                     | Житловий будинок                                                                                                  | пр. Героїв Харкова, 11/1                       | 1809 р.                    | імов. Васильєв Є. О. | Установи і магазин                                                      | |
|       | 593              |                                                     | Житловий будинок                                                                                                  | пр. Героїв Харкова, 17                         | поч. XX ст.                | Невідомий | Житловий будинок з магазином                                            | |
|       | 698*             |                                                     | 1-ша чоловіча гімназія                                                                                            | пр. Героїв Харкова, 24                         | 1842—45                    | Ашитков М. І. | Навчальний заклад                                                       | |
|       | 446              |                                                     | Житловий будинок                                                                                                  | пр. Героїв Харкова, 33                         | 1913 р.                    | Загоскін І. І. | Житловий будинок                                                        | |
|       | 338              |                                                     | Житловий будинок                                                                                                  | пр. Героїв Харкова, 36                         | 1838 р.                    | Тон А. А. | Житловий будинок                                                        | |
|       | 447              |                                                     | Ремесленное училище                                                                                               | пр. Героїв Харкова, 37                         | 1894 р.                    | Стрижевський Г. Я. | Медичний заклад                                                         | |
|       | 448              |                                                     | Житловий будинок                                                                                                  | пр. Героїв Харкова, 41                         | 1913 р.                    | Загоскін І. І. | Житловий будинок, установи                                              | |
|       | 339              |                                                     | Житловий будинок                                                                                                  | пр. Героїв Харкова, 44                         | 1838 р.                    | Тон А. А. , | Житловий будинок                                                        | |
|       |                  |                                                     | |                                                | 1911 р.                    | рек. Дашкевич М. І. |                                                                         | |
|       | 357              |                                                     | 1-ше Реальне училище                                                                                              | пр. Героїв Харкова, 45                         | 1875 — 77                  | Толкунов К. А. | Навчальний заклад ХНТУСГ                                                | |
|       | 449              |                                                     | Житловий будинок                                                                                                  | пр. Героїв Харкова, 46                         | к. 19 ст.                  | Невідомий | Житловий будинок                                                        | |
|       | 450              |                                                     | Житловий будинок                                                                                                  | пр. Героїв Харкова, 52                         | поч. XX ст.                | Невідомий | Житловий будинок                                                        | |
|       | 335              |                                                     | Житловий будинок                                                                                                  | пр. Героїв Харкова, 58                         | к. 19 ст.                  | Невідомий | Житловий будинок                                                        | |
|       | 451              |                                                     | Прибутковий будинок                                                                                               | пр. Героїв Харкова, 60                         | 1907 р.                    | імов. Масюкевич І. І. | Житловий будинок                                                        | |
|       | 452              |                                                     | Житловий будинок                                                                                                  | пр. Героїв Харкова, 72                         | 1912 р.                    | Ломаєв І. А., Загоскін І. І. | Житловий будинок                                                        | |
|       | 57               |                                                     | Краснозаводской театр                                                                                             | пр. Героїв Харкова, 94                         | 1931 р.                    | Пушкарьов В. І., Проценко В. К., | БК ХЕМЗ                                                                 | |
|       |                  |                                                     | |                                                | 1963 р.                    | інж. Рязанцев М. І., рек. Русинов П. І., Любомилова Е. А. |                                                                         | |
|       | 70               |                                                     | Житлові будинки                                                                                                   | пр. Героїв Харкова, 96, 96-а                   | 1936 р., 1950 р.           | Любарський Л. Р., Костенко В. П., Чеботарьов Ю. Н., Донской М. В., Виродов В. С. | Житлові будинки                                                         | |
|       | 594              |                                                     | Житловий будинок в кварталі „Червоний луч“                                                                        | пр. Героїв Харкова, 124/3                      | 1926 — 29                  | Вегман Р. | Житловий будинок                                                        | |
|       | 453              |                                                     | Казарма Тамбовського полку                                                                                        | пр. Героїв Харкова, 131 (виключена)            | 1900 р.                    | Дашкевич М. І. | Знесено в 2011 р.                                                       | |
|       | 61               |                                                     | Житлові будинки робітничого селища                                                                                | пр. Героїв Харкова, 141, 143                   | 1923 — 24                  | Троценко В. К., за уч. Бєлозерова І. Р., Богомолова В. І. | Житлові будинки                                                         | |
|       | 401              |                                                     | Комплекс „Селекційна станція“                                                                                     | пр. Героїв Харкова, 142                        | 1913 р.                    | Сердюк Є. Н., Харманський З. Ю. | НДІ рослинництва                                                        | |
|       | 360              |                                                     | Женская помощь | пр. Героїв Харкова, 145                        | 1901 р.                    | Каляновський В. І. | Пологовий будинок                                                       | |
|       | 59               |                                                     | Житловий будинок                                                                                                  | пр. Героїв Харкова, 191                        | 1927 р.                    | Лимарь Е. А. | Житловий будинок                                                        | |
|       | 462              |                                                     | Комплекс Миколаївської лікарні                                                                                    | пр. Героїв Харкова, 195                        | 1895-1900 рр.              | Шторх Г. М., Шпігель А. К., Корнєєнко Б. М. | Лікарня                                                                 | |
|       | 58               |                                                     | Робітнича поліклініка                                                                                             | пр. Героїв Харкова, 197                        | 1925 — 27                  | Естрович В. А., Лінецький О. В. | 2-га Лікарня                                                            | |
|       | 62               |                                                     | Головна контора ХТЗ                                                                                               | пр. Героїв Харкова, 275                        | 1931 р.                    | Афанасьєв Ю. П., Крупко П. З., Хазановський І. С. | Головна контора ХТЗ                                                     | |
|       | 444              |                                                     | Житловий будинок                                                                                                  | пр. Музичний, 4                                | 1912 р.                    | Тулінцев І. П. | Навчальний заклад                                                       | |
|       | 595              |                                                     | Дерев'яна Церква                                                                                                  | вулиця Петра Набойченка, 16                    | 1771 р.                    | Невідомий | Діюча Преображенска церква (із с. Велика Бабка Чугуївського р-на)       | |
|       | 37               |                                                     | Морфологічний корпус медінституту                                                                                 | пр. Науки, 4                                   | 1939 р.                    | Естрович В. А., Орєхова Д., Арєшкін П. І. | Головний навчальний корпус медуніверситету                              | |
|       | 30               |                                                     | Будівельний інститут                                                                                              | пр. Науки, 14                                  | 1931 р.                    | Штейнберг Я. А. | Головний корпус ХНУРЕ                                                   | |
|       |                  |                                                     | |                                                | 1952 р.                    | рек. Подгорний Н. М. |                                                                         | |
|       | 326              |                                                     | Житловий будинок                                                                                                  | вулиця Нетіченська, 16                         | 1910 р.                    | Гінзбург О. М. | Музична школа № 5                                                       | |
|       | 596              |                                                     | Житловий будинок                                                                                                  | вулиця Нетіченська, 29                         | 1900 р.                    | імов. Дашкевич М. І. | Житловий будинок                                                        | |
|       | 477              |                                                     | Житловий будинок                                                                                                  | пров. Павленківський, 1                        | поч. XX ст.                | Невідомий | Житловий будинок                                                        | |
|       | 36               |                                                     | Універмаг „ХАТОРГ“                                                                                                | Павлівський м-н, 1/3                           | 1932 р., 1938 р.1952 р.    | Лінецький О. В., Фролов П. І., Мовшович М. Л., Клейн Б. Г., | Універмаг „Центральний“                                                 | |
|       | 323              |                                                     | Селянський будинок земства                                                                                        | Павлівський м-н, 4                             | 1912 р.                    | Корнєєнко Б. М. | КП „Харківське МіськБТІ“                                                | |
|       | 49               |                                                     | Житловий будинок                                                                                                  | Павлівський м-н, 5/7                           | 1955 р.                    | Костенко В. П., Згурська Н. В., Клейн Б. Г. | Житловий будинок                                                        | |
|       | 321              |                                                     | Міський банк | Павлівський м-н, 10                            | 1910 — 13                  | Васильєв М. В., Ржепішевський О. І. | Житловий будинок, магазини, готель „Асторія“                            | |
|       | 322              |                                                     | Кредитне товариство і магазин                                                                                     | Павлівський м-н, 20                            | 1903 — 05 1913 р.          | Бекетов О. М., рек. Цауне Ю. С. | Ресторан „Центральний“                                                  | |
|       | 114              |                                                     | Іподром | м-н Іподрому, 2                                | 1914 р.                    | Харманський З. Ю. | Іподром                                                                 | |
|       | 494              |                                                     | Товариство взаємного кредиту                                                                                      | пров. Плетнівський, 5                          | поч. XX ст.                | Невідомий | Фінансово-економічний коледж                                            | |
|       | 327              |                                                     | Житловий будинок                                                                                                  | пров. Плетнівський, 7                          | 1916 р.                    | Гінзбург О. М. | Дитяча лікарня                                                          | |
|       | 334              |                                                     | Особняк | пров. Плетнівський, 12                         | к. 19 ст.                  | Невідомий | Житловий будинок                                                        | |
|       | 399              |                                                     | Житловий будинок                                                                                                  | вулиця Георгія Тарасенка, 5                    | 1913 р.                    | Бабкін М. А. | Житловий будинок                                                        | |
|       | 400              |                                                     | Житловий будинок з магазином                                                                                      | вулиця Георгія Тарасенка, 29                   | 1914 р.                    | Тимошенко С. П. | Житловий будинок, магазини, офіси                                       | |
|       | 71               |                                                     | Стадіон | вулиця Георгія Тарасенка, 65                   | 1925 р.                    | Пермиловський З. В., | Стадіон „Металіст“                                                      | |
|       |                  |                                                     | |                                                | 1970 р.                    | рек. Табаков Ю. А. |                                                                         | |
|       | 72               |                                                     | Касовий павільйон                                                                                                 | вулиця Георгія Тарасенка, 65                   | 1926 р.                    | Пермиловський З. В. | Павільйон стадіону „Металіст“                                           | |
|       | 396              |                                                     | Робітничий будинок                                                                                                | вулиця Георгія Тарасенка, 77                   | 1905 р.                    | Загоскін І. І., | ДК „Металист“                                                           | |
|       |                  |                                                     | |                                                | 1921 р.                    | рек. Бекетов О. М. |                                                                         | |
|       | 73               |                                                     | 4 житлових будинки колишнього робітничого селища                                                                  | вулиця Георгія Тарасенка, 90                   | 1923 — 24                  | Троценко В. К. | Житловий будинок                                                        | |
|       | 331              |                                                     | Адміністративна будівля                                                                                           | пров. Подільський, 11                          | 1913 р.                    | Берров В. І. | Житловий будинок                                                        | |
|       | 276              |                                                     | Прибутковий будинок інж. Іванова і кінотеатр „Міньйон“                                                            | вулиця Полтавський Шлях, 1                     | близько 1875 р.            | Томсон Ф. А. | Технікум                                                                | |
|       | 607              |                                                     | Будинок колиш. садиби Кузіних                                                                                     | вулиця Полтавський Шлях, 3                     | 1826 р.                    | імов. Васильєв Є. О., Тон А. А. | Житловий будинок                                                        | |
|       | 608              |                                                     | Житловий будинок                                                                                                  | вулиця Полтавський Шлях, 7                     | с. 19 ст.                  | Невідомий | Житловий будинок з магазином                                            | |
|       | 609              |                                                     | Прибутковий будинок                                                                                               | вулиця Полтавський Шлях, 9                     | 19 ст.                     | Невідомий | Житловий будинок                                                        | |
|       | 279              |                                                     | Житловий будинок                                                                                                  | вулиця Полтавський Шлях, 11                    | поч. XX ст.                | Невідомий | Установа                                                                | |
|       | 277              |                                                     | Садибний будинок                                                                                                  | вулиця Полтавський Шлях, 13                    | 1832 р.                    | Тон А. А. | Жовтневий РВК                                                           | |
|       | 280              |                                                     | Житловий будинок                                                                                                  | вулиця Полтавський Шлях, 19                    | 1889 р.                    | Гінш І. П. | Житловий будинок                                                        | |
|       | 282              |                                                     | Житловий будинок                                                                                                  | вулиця Полтавський Шлях, 31                    | 1916 р.                    | Гершкович Б. І. | Житловий будинок                                                        | |
|       | 375              |                                                     | Музичне училище в ансамблі 4-х будинків                                                                           | вулиця Полтавський Шлях21, 23/25               | с. 19 ст.                  | Невідомий | Установа і житлові будинки                                              | |
|       | 371              |                                                     | Житловий будинок                                                                                                  | вулиця Полтавський Шлях, 22                    | 1914 р.                    | Естрович В. А. | Житловий будинок                                                        | |
|       | 372              |                                                     | Прибутковий будинок                                                                                               | вулиця Полтавський Шлях, 22-а                  | 1910 р.                    | Корнєєнко Б. М. | Житловий будинок і установа                                             | |
|       | 373              |                                                     | Прибутковий будинок                                                                                               | вулиця Полтавський Шлях, 26                    | 1911 р.                    | Загоскін І. І. | Житловий будинок, установа                                              | |
|       | 281              |                                                     | Житловий будинок                                                                                                  | вулиця Полтавський Шлях, 29                    | 1893 р.                    | Невідомий | Житловий будинок                                                        | |
|       | 284              |                                                     | Житловий будинок                                                                                                  | вулиця Полтавський Шлях, 35                    | 1901 р.                    | Харманський З. Ю. | Житловий будинок                                                        | |
|       | 374              |                                                     | Житловий будинок                                                                                                  | вулиця Полтавський Шлях, 46                    | 1912 р.                    | Тимошенко С. П. | Установа                                                                | |
|       | 283              |                                                     | Житловий будинок і приватна клініка                                                                               | вулиця Полтавський Шлях, 47/49                 | 1914 р.                    | Естрович В. А. | Житловий будинок и мед. установа                                        | |
|       | 376              |                                                     | 3-тя пожежна частина                                                                                              | вулиця Полтавський Шлях, 50                    | 1857 р.                    | Алфьоров А. М. | Пожежна частина                                                         | |
|       |                  |                                                     | |                                                | 1906 — 08                  | рек. Корнєєнко Б. М. |                                                                         | |
|       | 285              |                                                     | Житловий будинок                                                                                                  | вулиця Полтавський Шлях, 51                    | 1913 р.                    | Тимошенко С. П. | Житловий будинок                                                        | |
|       | 377              |                                                     | Мебльовані кімнати                                                                                                | вулиця Полтавський Шлях, 52                    | 1883 р. 1898 р.            | Стрижевський Г. Я. | Готель „Травнева“                                                       | |
|       |                  |                                                     | |                                                |                            | рек. Дашкевич М. І. |                                                                         | |
|       | 286              |                                                     | Житловий будинок                                                                                                  | вулиця Полтавський Шлях, 53/5                  | 1912 р.                    | Харманський З. Ю. | Житловий будинок і магазин                                              | |
|       | 274              |                                                     | Торговий дім | вулиця Полтавський Шлях, 57                    | 1906 р.                    | Цауне Ю. С. | Адміністративна будівля                                                 | |
|       | 288              |                                                     | Житловий будинок                                                                                                  | вулиця Полтавський Шлях, 67                    | 1912 р.                    | Гамаженко О. В., Сердюк Є. Н. | Інститут „Харківдіпродор“                                               | |
|       | 387              |                                                     | Озерянська Церква                                                                                                 | вулиця Полтавський Шлях, 124                   | 1901 р.                    | Нємкін В. Х. | Діюча церква                                                            | |
|       | 266              |                                                     | Житловий будинок                                                                                                  | вулиця Потебні, 3                              | 1913 р.                    | Мелетинський М. Л. | Житловий будинок                                                        | |
|       | 268              |                                                     | Особняк | вулиця Потебні, 16                             | к. 19 ст.                  | Невідомий | Лікувальна установа                                                     | |
|       | 31               |                                                     | Житловий будинок „Табачник“                                                                                       | пр. Незалежності, 1                            | 1931 р.                    | Коган А. З., Фролов П. І. | Житловий будинок                                                        | |
|       | 40               |                                                     | Житловий будинок „Червоний промисловець“»                                                                         | пр. Незалежності, 5                            | 1931 р.                    | Кравець С. М. | Житловий будинок, магазини                                              | |
|       | 598              |                                                     | Клініка нервових захворювань                                                                                      | пр. Незалежності, 11                           | 1911 р.                    | Величко В. В. | Клініка нервових захворювань                                            | |
|       | 599              |                                                     | Клініка факультету медичного університету                                                                         | пр. Незалежності, 13                           | к. 19 ст.                  | Шпігель А. К. | Обласна клінічна лікарня                                                | |
|       | 599/1            |                                                     | Терапевтичний корпус                                                                                              | пр. Незалежності, 13                           | к. 19 ст.                  | Шпігель А. К. | Корпус лікарні                                                          | |
|       | 599/2            |                                                     | Гінекологічний корпус                                                                                             | пр. Незалежності, 13                           | к. 19 ст.                  | Шпігель А. К. | Корпус лікарні                                                          | |
|       | 599/3            |                                                     | Дитячий корпус | пр. Незалежності, 13                           | к. 19 ст.                  | Шпігель А. К. | Корпус лікарні                                                          | |
|       | 599/4            |                                                     | Офтальмологічний корпус                                                                                           | пр. Незалежності, 13                           | к. 19 ст.                  | Шпігель А. К. | Корпус лікарні                                                          | |
|       | 599/5            |                                                     | Господарський корпус                                                                                              | пр. Незалежності, 13                           | к. 19 ст.                  | Шпігель А. К. | Корпус лікарні                                                          | |
|       | 41               |                                                     | Житловий будинок                                                                                                  | пр. Незалежності, 17                           | 1928 р.                    | Межеровський А. В. | Житловий будинок                                                        | |
|       | 52               |                                                     | Вокзал ЮЖД | м-н Привокзальний, б/н                         | 1952 р.                    | Волошин І., Мезенцев Б. С., Лимарь Е. А. | Вокзал ЮЖД                                                              | |
|       | 51               |                                                     | Поштамт | м-н Привокзальний, 2                           | 1927 — 29                  | Мордвинов А. Г. | Поштамт залізничний                                                     | |
|       | 358              |                                                     | Житловий будинок                                                                                                  | вулиця Примерівська, 4                         | 1913 р.                    | Толкачов П. В. | Житловий будинок                                                        | |
|       | 474              |                                                     | Житловий будинок                                                                                                  | вулиця Примерівська, 6                         | поч. XX ст.                | Невідомий | Житловий будинок                                                        | |
|       | 600              |                                                     | Особняк | вулиця Примерівська, 9                         | к. 19 ст.                  | Невідомий | Житловий будинок                                                        | |
|       | 111              |                                                     | Житловий будинок                                                                                                  | вулиця Григорія Сковороди, 3                   | 1914 р.                    | Ржепішевський О. І. | Житловий будинок                                                        | |
|       | 602              |                                                     | Установа «Донвугілля»                                                                                             | вулиця Григорія Сковороди, 5                   | 1925 р.                    | Носсалевич А. І., Ломаєв І. А., скульптор Кавалерідзе І. П., рек. Квинт О. К. | Установа «Юждіпрошахт»                                                  | |
|       | 603              |                                                     | Будинок і приватна лічниця д-ра Ар'є                                                                              | вулиця Григорія Сковороди, 7                   | близько 1910 р.            | Харманський З. Ю. | Житловий будинок, лікарня                                               | |
|       | 101              |                                                     | Синагога | вулиця Григорія Сковороди, 12                  | 1912 р.                    | Гевірц Я. Г., за уч. Фельдмана В. А., Піскунова М. Ф. | Синагога (діюча)                                                        | |
|       | 97               |                                                     | Харківське медичне товариство ім. Мечникова                                                                       | вулиця Григорія Сковороди, 14                  | 1902 — 12                  | Бекетов О. М. | НДІ мікробіології та імунології                                         | |
|       | 110              |                                                     | Житловий будинок                                                                                                  | вулиця Григорія Сковороди, 19                  | 1907 р.                    | Гінзбург О. М. | Житловий будинок                                                        | |
|       | 604              |                                                     | Особняк | вулиця Григорія Сковороди, 31                  | к. 19 ст.                  | Михаловський Б. Г. | Дитяча лікарня                                                          | |
|       | 100              |                                                     | Житловий будинок                                                                                                  | вулиця Григорія Сковороди, 38                  | поч. XX ст.                | Невідомий | Житловий будинок, офисы                                                 | |
|       | 19               |                                                     | Житловий будинок з крупних блоків                                                                                 | вулиця Григорія Сковороди, 40                  | 1931 — 33                  | Гуревич Н., Плеханов Н. Д., Тацій О. О., інж. Ваценко А. С. | Житловий будинок, магазини                                              | |
|       | 102              |                                                     | Житловий будинок                                                                                                  | вулиця Григорія Сковороди, 53                  | 1911 р.                    | Цауне Ю. С. | Навчальний корпус фармакадемії                                          | |
|       | 20               |                                                     | Житловий будинок з магазином                                                                                      | вулиця Григорія Сковороди, 54                  | 1931 р.                    | Яновицький Г. О. | Житловий будинок з магазином                                            | |
|       | 103              |                                                     | Особняк | вулиця Григорія Сковороди, 57                  | 1912 р.                    | Піскунов М. Ф. | Лікувальна установа                                                     | |
|       | 104              |                                                     | Особняк з огорожею                                                                                                | вулиця Григорія Сковороди, 62                  | поч. XX ст.                | тех. Владимиров В. Н. | Будинок народної творчості                                              | |
|       | 106              |                                                     | Житловий будинок                                                                                                  | вулиця Григорія Сковороди, 66                  | 1908 р.                    | Санін І. Г. | Житловий будинок                                                        | |
|       | 98               |                                                     | Комерційне училище                                                                                                | вулиця Григорія Сковороди, 77                  | 1891 р.                    | Бекетов О. М. | Навчальний корпус юр.академії                                           | |
|       | 14               |                                                     | Комплекс студентських гуртожитків                                                                                 | вулиця Григорія Сковороди, 79                  | 1928 — 30 рр.              | Молокін О. Г., Іконников Д. | Студентський гуртожиток НТУ «ХПІ», магазини, кафе                       | |
|       | 107              |                                                     | Прибутковий будинок                                                                                               | вулиця Григорія Сковороди, 80                  | 1911 р.                    | Піскунов М. Ф. | НИИ Ортопедии и травмотологии                                           | |
|       | 16               |                                                     | Рентгенакадемія                                                                                                   | вулиця Григорія Сковороди, 82                  | 1928 р. 1930 р.            | Молокін О. Г., Естрович В. А. | Інститут медичної радіології імені С. П. Григор'єва                     | |
|       | 99               |                                                     | Притулок дворянських сиріт                                                                                        | вулиця Григорія Сковороди, 84                  | 1915 р.                    | Бекетов О. М. | Корпус юридичної академії                                               | |
|       | 112              |                                                     | Особняк | вулиця Григорія Сковороди, 86                  | поч. XX ст., рек.1950 р.   | автор невідомий, імов. Величко В. В. | НДІ лісового господарства                                               | |
|       | 108              |                                                     | Житлові будинки                                                                                                   | вулиця Григорія Сковороди, 92, 92-а            | 1910 — 12                  | Піскунов М. Ф. | Житлові будинки                                                         | |
|       | 109              |                                                     | Особняк | вулиця Григорія Сковороди, 94                  | 1910 р.                    | Толкачов П. В. | Дитячий садок                                                           | |
|       | 262              |                                                     | Особняк | вулиця Григорія Сковороди, 100                 | 1911 — 13                  | Величко В. В., Толкачов П. В. | Освітня установа                                                        | |
|       | 195              |                                                     | Житловий будинок                                                                                                  | вулиця Григорія Сковороди, 65/в-д Німецький, 1 | 1913 р.                    | Естрович В. А. | Житловий будинок                                                        | |
|       | 196              |                                                     | Житловий будинок                                                                                                  | в-д Німецький, 3                               | 1913 р.                    | Гершкович Б. І. | Житловий будинок                                                        | |
|       | 194              |                                                     | Житловий будинок                                                                                                  | в-д Німецький, 6                               | 1915 р.                    | Ржепішевський О. І. | Житловий будинок                                                        | |
|       | 605              |                                                     | Житловий будинок                                                                                                  | в-д Німецький, 7А                              | 1929 — 31                  | Фрідман М. | Житловий будинок                                                        | |
|       | 15               |                                                     | Житлові будинки                                                                                                   | в-д Німецький, 7, 8                            | 1929 р., 1932 р.           | Штейнберг Я. А., Фрідман М. | Житлові будинки                                                         | |
|       | 3                |                                                     | Адміністративна будівля                                                                                           | вулиця Жон Мироносиць, 5/7                     | 1958 р.                    | Черноморченко Н. Ф., Юдкевич З. Д. | Адміністративна будівля                                                 | |
|       | 138              |                                                     | Жіноча недільна школа Алчевської Х. Д.                                                                            | вулиця Жон Мироносиць, 9                       | 1896 р.                    | Бекетов О. М. | Виставковий зал художнього музею                                        | |
|       | 141              |                                                     | Особняк, автомобильный клуб                                                                                       | вулиця Жон Мироносиць, 10                      | 1897 р.                    | Бекетов О. М. | Дом Ученых                                                              | |
|       | 139              |                                                     | Особняк | вулиця Жон Мироносиць, 11                      | 1913 р.                    | Бекетов О. М. | Харківський художній музей                                              | |
|       | 140              |                                                     | Особняк | вулиця Жон Мироносиць, 13                      | 1893 р.                    | Бекетов О. М. | Палац Культури УВС                                                      | |
|       | 421              |                                                     | Міська садиба | вулиця Римарська, 4                            | к. 18 в.                   | Невідомий | Житловий будинок, магазин                                               | |
|       | 418              |                                                     | Житловий будинок                                                                                                  | вулиця Римарська, 6                            | 1912 р.                    | Ржепішевський О. І. | Житловий будинок                                                        | |
|       | 422              |                                                     | Житловий будинок                                                                                                  | вулиця Римарська, 7                            | 1 п. 19 в.                 | Невідомий | Житловий будинок                                                        | |
|       | 425              |                                                     | 1-ша жіноча гімназія                                                                                              | вулиця Римарська, 11                           | 1869 р.                    | Толкунов К. А. | Середня школа                                                           | |
|       | 417              |                                                     | Житловий будинок                                                                                                  | вулиця Римарська, 19                           | 1914 р.                    | Ржепішевський О. І. | Житловий будинок. 13-12-2012 були демонтовані скульптури                | |
|       | 419              |                                                     | Житловий будинок                                                                                                  | вулиця Римарська, 20                           | 1911 р.                    | Ройтенберг Л. Є. | Житловий будинок                                                        | |
|       | 426              |                                                     | Клуб Комерційний та Оперний театр                                                                                 | вулиця Римарська, 21                           | 1829 р.                    | Невідомий, | Харківська обласна філармонія                                           | |
|       |                  |                                                     | |                                                | 1885 р.- ?1899 р.          | рек. Михаловський Б. Г., |                                                                         | |
|       |                  |                                                     | |                                                | 1905 р.                    | рек. Дашкевич М. І., |                                                                         | |
|       |                  |                                                     | |                                                | 1913 р.,                   | рек. Горохов А. І., |                                                                         | |
|       |                  |                                                     | |                                                | 1932 — 37,                 | рек. Корнєєнко Б. М., |                                                                         | |
|       |                  |                                                     | |                                                |                            | рек. Троценко В. К., |                                                                         | |
|       |                  |                                                     | |                                                |                            | Петі В. Н., |                                                                         | |
|       |                  |                                                     | |                                                | 1946 р.                    | рест. Пушкарьов В. І. |                                                                         | |
|       | 427              |                                                     | Житловий будинок                                                                                                  | вулиця Римарська, 23                           | 1913 р.                    | Гінзбург О. М. | Житловий будинок і установа «Горремстрой»                               | |
|       | 420              |                                                     | Особняк | вулиця Римарська, 24                           | 1903 р.                    | Кондратьв Ф. А. | Обласний ОВІР, кафе                                                     | |
|       | 424              |                                                     | Житловий будинок і приватна лікарня                                                                               | вулиця Римарська, 28                           | 1902 р.                    | Величко В. В. | Житловий будинок і установи                                             | |
|       | 409              |                                                     | Мануфактура | вулиця Різдвяна, 6                             | 1910 р.                    | Ржепішевський О. І. | Не використовується                                                     | |
|       | 379              |                                                     | Готель | вулиця Різдвяна, 7                             | 1912 р.                    | Покровський В. М. | Готель «Москва»                                                         | |
|       | 367              |                                                     | Мануфактура | вулиця Різдвяна, 9                             | 1914 р.                    | Компанієць М. Е. | Не використовується                                                     | |
|       | 380              |                                                     | Виробничі підприємства                                                                                            | вулиця Різдвяна, 10                            | поч. XX ст.                | Невідомий | Адміністративна будівля                                                 | |
|       | 363              |                                                     | Благовіщенський собор                                                                                             | вулиця Різдвяна, 12                            | 1881-1901 рр.              | Ловцов М. І. | Діюча церква                                                            | |
|       | 381              |                                                     | Мануфактура | вулиця Різдвяна, 17                            | поч. XX ст.                | Невідомий | Магазин                                                                 | |
|       | 378              |                                                     | Мануфактура | вулиця Різдвяна, 19                            | 1910 р.                    | Ржепішевський О. І. | Навчальний корпус ХТУСХ                                                 | |
|       | 632              |                                                     | Критий ринок | вулиця Різдвяна, 33                            | 1914 р.                    | Загоскін І. І. | Критий ринок                                                            | |
|       | 67               |                                                     | Аеровокзал | вулиця Ромашкіна, 1                            | 1954 р.                    | Елькін Р., Крюков Р., Міткевич Н. | Аеровокзал                                                              | |
|       | 606              |                                                     | Житловий будинок                                                                                                  | вулиця Руставелі, 37                           | н. 20 в.                   | Невідомий | Житловий будинок                                                        | |
|       | 198              |                                                     | Житловий будинок                                                                                                  | вулиця Садова, 5                               | 1914 р.                    | Невідомий | Житловий будинок                                                        | |
|       | 201              |                                                     | Житловий будинок                                                                                                  | вулиця Садова, 6                               | к. 19 — поч. XX ст.        | Імов. Цауне Ю. С. | Житловий будинок                                                        | |
|       | 197              |                                                     | Житловий будинок                                                                                                  | вулиця Садова, 6-а                             |                            | Ржепішевський О. І. | Житловий будинок                                                        | |
|       | 199              |                                                     | Особняк | вулиця Садова, 7                               | 90-ті 19 ст.               | Імов. Величко В. В. | Не використовується                                                     | |
|       | 200              |                                                     | Особняк | вулиця Садова, 11                              | 1903 р.                    | Харманський З. Ю., надбуд. Дашкевич М. І. | Установа                                                                | |
|       | 25               |                                                     | Дом Государственной промышенности (Госпром)                                                                       | м-н Свободи, 2                                 | 1925 — 28                  | Серафімов С. С., Кравець С. М., Фельгер М. Д., інж. Роттерт П. П. | Адміністративна будівля «Госпром»                                       | |
|       | 26               |                                                     | Будинок проєктних організацій                                                                                     | м-н Свободи, 4                                 | 1930 — 34                  | Серафімов С. С., | Главный корпус ХДУ                                                      | |
|       | 27               |                                                     | Дім Кооперації | м-н Свободи, 6                                 | 1929 — 30                  | Мунц О. Р., Дмитрієв О. І., рек. Шпара П. Ю., Євтушенко Н. П., Линецька Н. А. | Академія ім. Говорова                                                   | |
|       | 28               |                                                     | Готель «Интернационал»                                                                                            | м-н Свободи, 7                                 | 1932 — 35                  | Яновицький Г. О., | Готель «Харків», магазини, кафе                                         | |
|       |                  |                                                     | |                                                | 1952 р.                    | рек. Яновицький Г. О. |                                                                         | |
|       | 601              |                                                     | Житловий будинок                                                                                                  | вулиця Святодухівська, 10/2                    | поч. XX ст.                | Невідомий | Житловий будинок                                                        | |
|       | 314              |                                                     | Богадільня | вулиця Семінарська, 22/5                       | 1885-90                    | Нємкін В. Х. | Військова будівля                                                       | |
|       | 313              |                                                     | Семінарія | вулиця Семінарська, 46                         | 1844-45                    | Тон А. А. | Навчальний заклад                                                       | |
|       | 258              |                                                     | Житловий будинок                                                                                                  | вулиця Скрипника, 4                            | поч. XX ст.                | Невідомий | «Укртелеком»                                                            | |
|       | 259              |                                                     | Особняк | вулиця Скрипника, 7                            | 1897 р.                    | Бекетов О. М. | «Укртелеком»                                                            | |
|       | 342              |                                                     | Житловий будинок                                                                                                  | пров. Слюсарний, 10                            | поч. XX ст.                | Невідомий | Житловий будинок                                                        | |
|       | 489              |                                                     | Житловий будинок                                                                                                  | пров. Соляниківський, 4                        | 1 п. 19 в.                 | Невідомий | Житловий будинок, установи                                              | |
|       | 466              |                                                     | Житлові будинки                                                                                                   | вулиця Ґарета Джонса, 8/1, 8/2                 | 1911 р.,1913 р.            | Леневич Л. Р., Покровський В. М. | Житлові будинки                                                         | |
|       | 457              |                                                     | Котедж | пров. Спортивний, 5                            | 1924 р.                    | Троценко В. К. | Житловий будинок                                                        | |
|       | 458              |                                                     | Котедж | пров. Спортивний, 7                            | 1924 р.                    | Троценко В. К. | Диспетч. пункт ХМТУ                                                     | |
|       | 459              |                                                     | Котедж | пров. Спортивний, 9                            | 1924 р.                    | Троценко В. К. | Відділення міліції Московського РВК                                     | |
|       | 611              |                                                     | Банк «Північний»                                                                                                  | вулиця Сумська, 1                              | 1908 — 10, 1926 р.         | Мунц О. М., Шпігель А. К., надбуд. Єрмілов І. Д. | Установа, магазин, офіси                                                | |
|       | 612              |                                                     | Книгарня | вулиця Сумська, 2                              | к. 19 ст.                  | Імов. Михаловський Б. Г. | Ресторан, офіси                                                         | |
|       | 405              |                                                     | Житловий будинок                                                                                                  | вулиця Сумська, 3                              | 1876 р.                    | Гінш І. П. | Ресторан, офіси                                                         | |
|       | 613              |                                                     | Будинок купця Лисікова, потім приватна нервова клініка проф. Геймановича                                          | вулиця Сумська, 4                              | к. 19 ст.                  | Покровський Б. С. | Адміністративна будівля                                                 | |
|       | 406              |                                                     | Прибутковий будинок и магазины                                                                                    | вулиця Сумська, 5                              | 1913 р.                    | Горохов А. І. | Житловий будинок, кинотеатр «Ампир»                                     | |
|       | 82               |                                                     | Житловий будинок                                                                                                  | вулиця Сумська, 6                              | 1879 р.                    | Покровський Б. С., | Житловий будинок з магазином                                            | |
|       |                  |                                                     | |                                                | 1913 р.                    | рек. Корнєєнко Б. М. |                                                                         | |
|       | 407              |                                                     | Драматичний театр                                                                                                 | вулиця Сумська, 9                              | 1841 р.                    | Тон А. А., Фурманова Н. С. | Театр ім. Шевченка                                                      | |
|       |                  |                                                     | |                                                | 1893 р.                    | рек. Михаловський Б. Г., |                                                                         | |
|       |                  |                                                     | |                                                | 1965 р.                    | рек. Клейн Б. Г. |                                                                         | |
|       | 84               |                                                     | Приватна гімназія                                                                                                 | вулиця Сумська, 14                             | 1884 р.                    | Покровський Б. С. |                                                                         | |
|       | 273              |                                                     | Прибутковий будинок страхового товариства «Саламандра»                                                            | вулиця Сумська, 17/22                          | 1916 р.                    | Верьовкін М. М. | Житловий будинок, магазини                                              | |
|       | 85               |                                                     | Будинок Ради з'їзду гірничопромисловців                                                                           | вулиця Сумська, 18/20                          | 1902 р., 1906 р.           | Михаловський Б. Г., рек. Загоскін С. І., Загоскін І. І. | Харківський радіотехнічний технікум                                     | |
|       | 408              |                                                     | Прибутковий будинок страхового товариства «Життя»                                                                 | вулиця Сумська, 19                             | к. 19 ст.                  | імов. Штакеншнейдер Н. А. | Житловий будинок                                                        | |
|       | 614              |                                                     | Приватна лічниця                                                                                                  | вулиця Сумська, 23                             | к. 19-н. 20 в.             | Доброславський Б. Н. | Житловий будинок і кафе                                                 | |
|       | 86               |                                                     | Житловий будинок                                                                                                  | вулиця Сумська, 26                             | 1910 р.                    | Гінзбург О. М. | Житловий будинок, магазини                                              | |
|       | 50               |                                                     | Кіноконцертна зала «Україна»                                                                                      | вулиця Сумська, 35                             | 1963 р.                    | Васильєв В. С., Плаксієв Ю. О., Рєусов В. О., інж. Фрігдан Л. | Кіноконцертна зала «Україна»                                            | |
|       | 32               |                                                     | Будинок будівельних організацій                                                                                   | вулиця Сумська, 39                             | 1954 р.                    | Вегман, Морозов Д. А., Бельман Е.Н | Будинок будівельних організацій, магазини, кафе, офіси                  | |
|       | 2                |                                                     | Будинок «Держстрах»                                                                                               | вулиця Сумська, 40                             | 1925 — 27 рр.              | Молокін О. Г., Іконніков Д., Лимарь Є. О. | Навчальний корпус ХНУБА                                                 | |
|       | 411              |                                                     | Житловий будинок                                                                                                  | вулиця Сумська, 41                             | к. 19 ст.                  | імов. Михаловський Б. Г. | Громадська установа                                                     | |
|       | 412              |                                                     | Житловий будинок                                                                                                  | вулиця Сумська, 43                             | 1903 р.                    | Ройтенберг Л. Є. | Не використовується                                                     | |
|       | 87               |                                                     | Житловий будинок                                                                                                  | вулиця Сумська, 44                             | 1912 р.                    | Цауне Ю. С. | Житловий будинок                                                        | |
|       | 413              |                                                     | Житловий будинок                                                                                                  | вулиця Сумська, 45                             | 1907 р.                    | Гінзбург О. М. | Житловий будинок, магазини                                              | |
|       | 83               |                                                     | Прибутковий будинок                                                                                               | вулиця Сумська, 46                             | поч. XX ст.                | Невідомий | Житловий будинок                                                        | |
|       | 414              |                                                     | Житловий будинок                                                                                                  | вулиця Сумська, 49                             | 1907 р.                    | Горохов А. І. | Житловий будинок                                                        | |
|       | 615              |                                                     | Дом проф. Авдаковых.                                                                                              | вулиця Сумська, 52                             | 1874                       | Стрижевський Г. Я. | Диспансер                                                               | |
|       | 402              |                                                     | Школа сліпих | вулиця Сумська, 55                             | 1891 р., 1913 р.           | Загоскін С. І., рек. Шустер Ф. І., добуд. Величко В. В. | Школа — інтернат сліпих                                                 | |
|       | 616              |                                                     | Дім присяжного Снопко                                                                                             | вулиця Сумська, 57                             | 1880 р.                    | Невідомий | Житловий будинок                                                        | |
|       | 416              |                                                     | Особняк, флігель                                                                                                  | вулиця Сумська, 61                             | 1913 р.                    | Горохов А. І. | Палац одруження                                                         | |
|       | 1                |                                                     | Будівля обкому компартії України                                                                                  | вулиця Сумська, 64                             | 1950-ті                    | Орєхов В. М., Костенко В. П., Мірошниченко Б. Н., Савенко Л. Г. | Адміністративна будівля                                                 | |
|       | 410              |                                                     | Житловий будинок                                                                                                  | вулиця Сумська, 65                             | 1913 р.                    | Гінзбург О. М. | Житловий будинок                                                        | |
|       | 415              |                                                     | Житловий будинок                                                                                                  | вулиця Сумська, 67                             | 1912 р.                    | Тервен Л. К. | Житловий будинок                                                        | |
|       | 47               |                                                     | Житловий будинок                                                                                                  | вулиця Сумська, 71                             | 1928 р.                    | Костенко В. П. та ін. | Житловий будинок                                                        | |
|       | 89               |                                                     | Житловий будинок                                                                                                  | вулиця Сумська, 80                             | 1906 р.                    | Гінзбург О. М. | Житловий будинок                                                        | |
|       | 617              |                                                     | Міський парк | вулиця Сумська, 81                             | 1883-86                    | Невідомий | ЦПКіВ ім. Горького                                                      | |
|       | 88               |                                                     | Прибутковий будинок                                                                                               | вулиця Сумська, 82а                            | 1908 р.                    | Гінзбург О. М. | Житловий будинок                                                        | |
|       | 95               |                                                     | Прибутковий будинок                                                                                               | вулиця Сумська, 82                             | 1914 р.                    | Естрович В. А. | Житловий будинок                                                        | |
|       | 96               |                                                     | Житловий будинок                                                                                                  | вулиця Сумська, 84                             | 1903 р.                    | Дашкевич М. І., надбуд. Зеленін М. А. | Житловий будинок                                                        | |
|       | 90               |                                                     | Житловий будинок                                                                                                  | вулиця Сумська, 88                             | 1914 р.                    | Диканський М. Г. | Банк «Базис»                                                            | |
|       | 92               |                                                     | Житловий будинок і будівельна контора                                                                             | вулиця Сумська, 96                             | 1905 р.                    | Диканський М. Г. | Житловий будинок                                                        | |
|       | 91               |                                                     | Житловий будинок                                                                                                  | вулиця Сумська, 98                             | 1905 р.                    | Диканський М. Г. | Житловий будинок                                                        | |
|       | 618              |                                                     | Житловий будинок                                                                                                  | вулиця Сумська, 106а                           | к 19 ст.                   | Невідомий | Житловий будинок                                                        | |
|       | 94               |                                                     | Прибутковий будинок                                                                                               | вулиця Сумська, 108                            | 1912 р.                    | Гінзбург О. М. | Житловий будинок                                                        | |
|       | 619              |                                                     | Житловий будинок                                                                                                  | вулиця Сумська, 112                            | 1908-13                    | Небель Ф. Ф. | Житловий будинок                                                        | |
|       | 11               |                                                     | Житловий будинок «Югосталь»                                                                                       | вулиця Сумська, 116                            | 1928 р.                    | Лінецький О. В., Покорний М. Ф. | Житловий будинок                                                        | |
|       | 93               |                                                     | Житловий будинок                                                                                                  | вулиця Сумська, 122                            | 1913 р.                    | Мелетинський М. Л. | Житловий будинок                                                        | |
|       | 4                |                                                     | Житловий квартал                                                                                                  | вулиця Сумська, 124—126                        | 1934 р.                    | Богомолов В. І., Моторин А. Д. | Житловий квартал «Металіст»                                             | |
|       |                  |                                                     | |                                                | 1950 р.                    | рек. Яновицькі Г. О., Л. О., |                                                                         | |
|       | 78               |                                                     | Державний банк | м-н Театральний, 1                             | 1900 р.                    | Голенищев П., | Державний банк                                                          | |
|       |                  |                                                     | |                                                | 1932 р.                    | надбуд. Бекетов О. М., Петі В. Н. |                                                                         | |
|       | 490              |                                                     | Житловий будинок                                                                                                  | пров. Театральний, 3                           | с. 19 ст.                  | Невідомий | Житловий будинок                                                        | |
|       | 229              |                                                     | Житловий будинок                                                                                                  | пров. Театральний, 5                           | 1904 р.                    | Диканський М. Г. | Житловий будинок                                                        | |
|       | 230              |                                                     | Житловий будинок                                                                                                  | пров. Театральний, 6                           | 1910 р.                    | Тервен Л. К. | Житловий будинок                                                        | |
|       | 6                |                                                     | Житловий будинок                                                                                                  | пров. Театральний, 9                           | 1928 р.                    | Невідомий | Житловий будинок                                                        | |
|       | 42               |                                                     | Інститут гігієни праці                                                                                            | вулиця Трінклера, 6                            | 1935 р.                    | Естрович В. А. | НДІ гігієни праці                                                       | |
|       | 445              |                                                     | Студентський гуртожиток                                                                                           | вулиця Трінклера, 8                            | 1901 — 03                  | Величко В. В. | Музей природи ХНУ                                                       | |
|       | 341              |                                                     | Церква Троїцька                                                                                                   | Троїцький пров., 3                             | 1857-62                    | Под'яков А. І. | Діюча церква                                                            | |
|       | 340              |                                                     | Телефонна станція                                                                                                 | Троїцький пров., 12                            | 1916 р.                    | Рудавський П. П., Горохов А. І. | Телефонна станція                                                       | |
|       | 621/1            |                                                     | Житловий будинок монастиря                                                                                        | вулиця Університетська, 2                      | 1887 р.                    | Нємкін В. Х. | Житловий будинок                                                        | |
|       | 621/2            |                                                     | Духовна консисторія                                                                                               | вулиця Університетська, 4                      | 1892 — 93                  | Нємкін В. Х. | Корпус Покровського монастиря                                           | |
|       | 432              |                                                     | Ломбард | вулиця Університетська, 5                      | 1908 р.                    | Корнєєнко Б. М. | Історичний музей                                                        | |
|       | 621/3            |                                                     | Будинок настоятеля і брама                                                                                        | вулиця Університетська, 6                      | 1891 — 92                  | Нємкін В. Х. | Корпус Покровского монастиря                                            | |
|       | 429              |                                                     | Комплекс построек Покровского монастыря                                                                           | вулиця Університетська, 8                      |                            | |                                                                         | |
|       | 430              |                                                     | Озерянська Церква                                                                                                 | вулиця Університетська, 8                      | 1893 р.                    | Нємкін В. Х. | Озерянська Церква                                                       | |
|       | 621/4            |                                                     | Корпус чернечих келій з трапезною                                                                                 | вулиця Університетська, 8                      | ок. 1890 р.                | імов. Нємкін В. Х. | Монастирський корпус                                                    | |
|       | 621/5            |                                                     | Будинок вікарія                                                                                                   | вулиця Університетська, 8                      | 1870-80-ті                 | імов. Данилов Ф. І. | Єпархіальне Управління                                                  | |
|       | 621/7            |                                                     | Шорня майстерня                                                                                                   | вулиця Університетська, 8                      | 1890-ті                    | імов. Нємкін В. Х. | Монастирський корпус                                                    | |
|       | 621/8            |                                                     | Воротарна | вулиця Університетська, 8                      | 1890-ті                    | імов. Нємкін В. Х. | Монастирський корпус                                                    | |
|       | 692/1*           |                                                     | Покровський собор                                                                                                 | вулиця Університетська, 8                      | 1689 р.                    | Невідомий | Діюча церква                                                            | |
|       | 692/2*           |                                                     | Архієрейський будинок                                                                                             | вулиця Університетська, 8                      | 1825 р.                    | Невідомий | Будинок митрополита                                                     | |
|       | 48               |                                                     | Житловий будинок                                                                                                  | вулиця Університетська, 9                      | 1953 р.                    | Вегман Р., Бельман Е. Н. | Житловий будинок                                                        | |
|       | 433              |                                                     | Магазин Жирардовської мануфактури                                                                                 | вулиця Університетська, 10                     | 1871 р.,                   | Раков О. Д. | Історичний музей                                                        | |
|       |                  |                                                     | |                                                | 1889 р.                    | рек. Нємкін В. Х., Покровський В. М. |                                                                         | |
|       | 35               |                                                     | Хімічний корпус університету (новий)                                                                              | вулиця Університетська, 12-а                   | 1930 р.                    | Кравець С. М. | Навчальний корпус УІПА                                                  | |
|       | 694/3*           |                                                     | Хімічний корпус університету                                                                                      | вулиця Університетська, 12                     | 1777 р., 1805 р.           | Невідомий, рек. Васильєв Є. О. | Навчальний корпус № 4 УІПА                                              | |
|       | 622              |                                                     | Міський історичний архів                                                                                          | вулиця Університетська, 13                     | 40-ві 19 ст.,              | Львов М. П., | Міський архів                                                           | |
|       |                  |                                                     | |                                                | 1906 р.                    | рек. Величко В. В. |                                                                         | |
|       | 694*             |                                                     | Губернаторський будинок                                                                                           | вулиця Університетська, 14                     | 1767 — 76                  | Тихменєв М., буд. Ярославський П. А., Вільянов І. | Центральный корпус УІПА                                                 | |
|       | 694/5*           |                                                     | Ворота | вулиця Університетська, 14/12, 14/16           | 1823 р.                    | | Ворота                                                                  | |
|       | 694/4*           |                                                     | Фізичний корпус університету                                                                                      | вулиця Університетська, 16                     | 1777 р., 1805              | Невідомий, рек. Васильєв Є. О. | Навчальний корпус УІПА                                                  | |
|       | 428              |                                                     | Наукова бібліотека                                                                                                | вулиця Університетська, 23                     | 1901 — 03                  | Величко В. В. | Библіотека Університету                                                 | |
|       | 694/2*           |                                                     | Університетський корпус, актова зала і бібліотека                                                                 | вулиця Університетська, 25                     | 1823-31                    | Васильєв Є. О., | Культурний центр                                                        | |
|       |                  |                                                     | |                                                | 1950 — 60                  | рек. Окуніч —Казарін О. Р. |                                                                         | |
|       | 623              |                                                     | Юрідичний факультет університету                                                                                  | вулиця Університетська, 27                     | 1909 р.                    | Величко В. В. | Українська інженерно-педагогічна академія                               | |
|       | 620              |                                                     | Управління Харківського Навчального округу                                                                        | пров. Університетський, 1                      | 1910-ті                    | Величко В. В. | Установа                                                                | |
|       | 626              |                                                     | Житловий будинок                                                                                                  | пров. Фейєрбаха, 1/3                           | поч. XX ст.                | Невідомий | Житловий будинок                                                        | |
|       | 470              |                                                     | Лікарня Червоного Хреста                                                                                          | м-н Оборонний Вал, 5                           | 1914 р.                    | Ржепішевський О. І. | Лікарня                                                                 | |
|       | 356              |                                                     | Управління Пн.-Донецької Залізниці                                                                                | м-н Оборонний Вал, 7                           | 1913 р.                    | Тимошенко С. П., Ширшов П. І., Соколов П. В. | Українська державна академія залізничного транспорту                    | |
|       | 60               |                                                     | ХІІТ | м-н Оборонний Вал, 9                           | 1955 р.                    | Подгорний Н. М., Гальперін Е. Я. | УкрДАЗТ                                                                 | |
|       | 625              |                                                     | Казначейство | м-н Оборонний Вал, 10                          | поч. 19 ст.                | Ярославський П. А. | Установа                                                                | |
|       | 471              |                                                     | Будинок ліги боротьби з туберкульозом                                                                             | м-н Оборонний Вал, 12                          | поч. XX ст.                | імов. Загоскін С. І., Кричевський В. Г. | Житловий будинок                                                        | |
|       | 359              |                                                     | Телеграфна контора                                                                                                | м-н Оборонний Вал, 15                          | 1830 р.                    | Шевцов С. | Установа                                                                | |
|       | 624              |                                                     | Житловий будинок                                                                                                  | вулиця Вознесенська, 5                         | поч. XX ст.                | Невідомий | Житловий будинок                                                        | |
|       | 473              |                                                     | Житловий будинок                                                                                                  | вулиця Франківська, 5                          | 1911 рр.                   | Ширшов П. І. | Житловий будинок                                                        | |
|       | 64               |                                                     | Забудова кварталу № 6                                                                                             | просп. Індустріальний, вулиця Бекетова         | 1948-54                    | Маторин А. Д., Монтлеєвич В. Е. | Житлові будинки                                                         | |
|       | 472              |                                                     | Приватна гімназія                                                                                                 | наб. Харківська, 4                             | 1911 р.                    | Цауне Ю. С. | Школа                                                                   | |
|       | 296              |                                                     | Церква Миколаївська                                                                                               | вулиця Цементна, 8                             | 1820 р.                    | Васильєв Є. О. | Діюча церква                                                            | |
|       | 132              |                                                     | Особняк | вулиця Михайля Семенка, 3                      | поч 20 ст., 1950 р.        | Імов. Величко В. В. | Особняк                                                                 | |
|       | 131              |                                                     | Притулок для престарілих                                                                                          | вулиця Михайля Семенка, 4                      | 1916 р.                    | Бекетов О. М. | НДІ агрохімії та ґрунтознавства                                         | |
|       | 133              |                                                     | Житловий будинок                                                                                                  | вулиця Михайля Семенка, 13                     | 20-ті 20 ст.               | Невідомий | Житловий будинок                                                        | |
|       | 136              |                                                     | Житловий будинок                                                                                                  | вулиця Михайля Семенка, 16                     | поч. XX ст.                | Невідомий | Житловий будинок                                                        | |
|       | 137              |                                                     | Житловий будинок                                                                                                  | вулиця Михайля Семенка, 17                     | 1911 р.                    | Ржепішевський О. І. | Житловий будинок                                                        | |
|       | 135              |                                                     | Житловий будинок                                                                                                  | вулиця Михайля Семенка, 21                     | 1913 р.                    | Імов. Гершкович Б. І. | Житловий будинок                                                        | |
|       | 695*             |                                                     | Провіантський склад                                                                                               | вулиця Чернишевська,1                          | 1785-87                    | Ярославський П. А. | Торговельна будівля                                                     | |
|       | 5                |                                                     | Проектний інститут                                                                                                | вулиця Чернишевська,2                          | 1948 р.                    | Пушкарьов В. І. | Установа                                                                | |
|       | 116              |                                                     | Житловий будинок                                                                                                  | вулиця Чернишевська, 4                         | поч. XX ст.                | Невідомий | Установа                                                                | |
|       | 696*             |                                                     | Садибний будинок з 1 флігелем                                                                                     | вулиця Чернишевська, 14                        | 1804-14                    | Ярославський П. А., Лобачевський В. Н. | ХФ УНІРЦ, кафе                                                          | |
|       | 117              |                                                     | Житловий будинок                                                                                                  | вулиця Чернишевська, 16                        | ок. 1890 р.                | Салтиков Н. І. | Пологовий будинок                                                       | |
|       | 118              |                                                     | Особняк | вулиця Чернишевська, 20                        | 1904 р.                    | Гінгер С. Г., за уч. Величка В. В. | Лікувальна установа                                                     | |
|       | 119              |                                                     | Особняк | вулиця Чернишевська, 24                        | к. 19 ст.                  | Невідомий | Дитячий садок                                                           | |
|       | 121              |                                                     | Прибутковий будинок                                                                                               | вулиця Чернишевська, 25                        | 1912 р.                    | Невідомий | Житловий будинок                                                        | |
|       | 120              |                                                     | Житловий будинок                                                                                                  | вулиця Чернишевська, 26                        | 1899 р.                    | Дашкевич М. І. | Установи, магазини                                                      | |
|       | 113              |                                                     | Особняк | вулиця Чернишевська, 27                        | 1888 р.                    | Нємкін В. Х. | Лікувальна установа                                                     | |
|       | 122              |                                                     | Особняк | вулиця Чернишевська, 59                        | поч. XX ст.                | Імов. Гінзбург О. М. | Спілка письменників                                                     | |
|       | 123              |                                                     | Гімназія товариства вчителів                                                                                      | вулиця Чернишевська, 60                        | 1909 р.                    | Цауне Ю. С. | Навчальний корпус педуніверситету                                       | |
|       | 630              |                                                     | Житловий будинок                                                                                                  | вулиця Чернишевська, 63                        | 1926 р.                    | Штандель М. Н. | Житловий будинок                                                        | |
|       | 115              |                                                     | Житловий будинок                                                                                                  | вулиця Чернишевська, 66                        | 1913 р.                    | Покровський В. М. | Банк                                                                    | |
|       | 124              |                                                     | Приватна жіноча гімназія                                                                                          | вулиця Чернишевська, 79                        | 1914 р.                    | Покровський В. М. | Навчальний корпус академії мистецтв                                     | |
|       | 126              |                                                     | Прибутковий будинок                                                                                               | вулиця Чернишевська, 80                        | 1905 р.                    | Диканський М. Г. | Навчальний корпус Юридичної академії                                    | |
|       | 127              |                                                     | Житловий будинок                                                                                                  | вулиця Чернишевська, 88                        | 1928 р.                    | Імов. Григорьев С. В. | Житловий будинок, магазини                                              | |
|       | 17               |                                                     | Житловий будинок                                                                                                  | вулиця Чернишевська, 96                        | 1931 р.                    | Таранов-Бєлозеров І. Р., Мовшович М. Л., Костенко В. П., інж. Добротворський Б. Н. | Житловий будинок                                                        | |
|       | 464              |                                                     | Прибутковий будинок                                                                                               | вулиця Юлія Чигирина, 8                        | 1914 р.                    | Ржепішевський О. І. | Житловий будинок                                                        | |
|       | 631              |                                                     | Паровий млин Гладкіх                                                                                              | вулиця Юлія Чигирина, 13                       | ок. 1885 р.                | Невідомий | Комбінат хлібопродуктів                                                 | |
|       | 571              |                                                     | Житловий будинок                                                                                                  | вулиця Бориса Чичибабіна, 1                    | 1936-37                    | Шпара П. Ю. при консультації Бекетова О. М. | Житловий будинок                                                        | |
|       | 628              |                                                     | Житловий будинок                                                                                                  | вулиця Чоботарська, 3                          | к. 19 — н. 20 ст.          | Невідомий | Житловий будинок                                                        | |
|       | 629              |                                                     | Прибутковий будинок                                                                                               | вулиця Чоботарська, 45                         | 1908 р.                    | Гінзбург О. М. | Житловий будинок                                                        | |
|       | 392              |                                                     | Хлібопекарня | вулиця Чоботарська,80                          | 1887 р.                    | імов. Загоскін І. І. | Об'єднання зернопереробної і борошномельної промисловості, адмінбудівля | |
|       | 68               |                                                     | Житлові будинки сел. Артема                                                                                       | вулиця Чорноморська, 3,5                       | 1928 р.                    | Таранов-Бєлозеров І. Р., Богомолов В. І. | Житлові будинки                                                         | |
|       | 346              |                                                     | Середня школа | вулиця Чугуївська, 35-а                        | 1913-14                    | Кацика В. Д. | Середня школа                                                           | |
|       | 365              |                                                     | Церква Петра і Павла                                                                                              | вулиця Шевченка, 119                           | 1872-76                    | Небольсін В. Ф. | Діюча церква                                                            | |
|       | 467              |                                                     | Житловий будинок                                                                                                  | вулиця Юр'ївська, 5-а                          | 1927 р.                    | Невідомий | Житловий будинок                                                        | |
|       | 468              |                                                     | Прибутковий будинок                                                                                               | вулиця Юр'ївська, 7                            | 1913 р.                    | Толкачов П. В. | Навчальний корпус                                                       | |
|       | 361              |                                                     | Особняк | вулиця Юр'ївська, 8                            | 1911 р.                    | Леневич Л. Р. | Райвиконком                                                             | |
|       | 633              |                                                     | Особняк | пров. Юр'ївський, 11                           | поч. XX ст.                | Величко В. В. | Житловий будинок                                                        | |
|       | 185              |                                                     | Особняк | вулиця Ярослава Мудрого, 3                     | 1903 р.                    | Санін І. Г. | Установа                                                                | |
|       | 186              |                                                     | Особняк | вулиця Ярослава Мудрого, 17                    | к. 19 ст.                  | Невідомий | Установа                                                                | |
|       | 187              |                                                     | Приватна лічниця                                                                                                  | вулиця Ярослава Мудрого, 23                    | 1914 р.                    | Ржепішевський О. І. | Лікувальна установа                                                     | |
|       | 7                |                                                     | Автомобільно-дорожній інститут                                                                                    | вулиця Ярослава Мудрого, 25                    | 1930 р.                    | Гамзе Е. Д., Линецька Н. А. | Навчальний корпус ХНАДУ                                                 | |
|       | 188              |                                                     | Житловий будинок                                                                                                  | вулиця Ярослава Мудрого, 33                    | 1913 р.                    | Ржепішевський О. І. | Житловий будинок                                                        | |
|       | 394              |                                                     | Житловий будинок                                                                                                  | вулиця Ярославська, 17                         | поч. XX ст.                | Невідомий | Установа                                                                | |
|       | 395              |                                                     | Церква старообрядницька                                                                                           | вулиця Ярославська, 28                         | 1914 р.                    | Корнєєнко Б. М. | Молельний будинок баптистів                                             | |

- Виключені з переліку
- Знесені або зруйновані, та виключені з переліку (Без пошкоджень, спричинених війною)
- Знесені або зруйновані, однак не виключені з переліку (Без пошкоджень, спричинених війною)
- Перебудовано, значно пошкоджено тощо в порушення законодавства (Без пошкоджень, спричинених війною)
- Статус не відомий
- Жирним виділено комплекси пам'яток, курсивом — їхні пункти